# Иностранные члены РАН
Иностранными членами Российской академии наук избираются крупнейшие зарубежные ученые, получившие признание мирового научного сообщества. Иностранные члены избираются общим собранием академии, получают соответствующие дипломы и сохраняют свой статус пожизненно.
Иностранные члены РАН имеют право выносить на рассмотрение президиума Академии вопросы, связанные с развитием соответствующих областей исследований и расширением международного научного сотрудничества, как и другие научные и научно-организационные вопросы. Они могут участвовать в общих собраниях членов РАН с правом совещательного, но не решающего голоса.

## Список иностранных членов РАН
Ниже приведён актуальный список иностранных членов РАН. Для каждого иностранного члена академии указаны гражданство, дата рождения, учёные степени и звания (в зависимости от происхождения и образования учёного, могут относиться к советской/российской или западным системам), дата избрания иностранным членом РАН, отделение и секция РАН, в которых состоит учёный, специальность и место работы на момент избрания. По возможности, данные приведены по данным базы членов РАН; при их явной недостаточности, неполноте, противоречивости или устаревших сведениях — прояснены по внешним источникам (веб-сайтам соответствующих зарубежных научных и образовательных учреждений и/или научных сообществ и академий). Из списка исключены умершие иностранные члены академии.
Ввиду наличия у иностранных членов Российской академии медицинских наук и Российской академии сельскохозяйственных наук, получивших статус иностранных членов Российской академии наук в результате объединения указанных академий с РАН, двух дат приобретения статуса — по дате выборов в соответствующую отраслевую академию и общая для всех них дата 27 июня 2014 года (по дате утверждения нового устава Российской академии наук постановлением Правительства России № 589), в таблице, при наличии информации, приведены обе даты; для членов других отделений, выбиравшихся прямыми общими выборами РАН, в графе «Дата выборов в РАМН/РАСХН» стоит прочерк.
Всего в списке на момент его последнего обновления — 454 иностранных члена РАН. Представители республик бывшего СССР (часть из которых была избрана в ВАСХНИЛ и перешла в «иностранный статус» после распада Советского Союза) составляют вместе около 18 % от общего числа иностранных членов. Из других стран в наибольшем количестве среди иностранных членов РАН представлены учёные США (более 21 %), Германии и Китая (по 9 %), Франции (около 6 %).
| Полное имя                                                      | Гр-во                                      | Дата рожд.       | Уч. степени и звания | Дата избр. РАМН/РАСХН | Дата избр. РАН   | Отд.             | Секция             | Специальность                                                                                                | Место работы/пост на момент избрания |
| --------------------------------------------------------------- | ------------------------------------------ | ---------------- | --- | --------------------- | ---------------- | ---------------- | ------------------ | --- | --- |
| Абдуллаев, Ганбар Гара оглы                                     | Азербайджан                                | 10 сентября 1954 | д.с.-х.н., профессор | 21 февраля 2012       | 27 июня 2014     | ОСХН             | СЗВ                | овцеводство                                                                                                  | Азербайджанский государственный аграрный университет (декан факультета зооинженерии) |
| Агацци, Эвандро                                                 | Италия                                     | 23 октября 1934  | PhD (философия), профессор | —                     | 22 декабря 2011  | ООН              | СФПСПП             | философия науки, философская антропология                                                                    | Университет Генуи (профессор-эмерит кафедры философии) |
| Адам, Андреас                                                   | Великобритания                             | 4 мая 1951       | MD, профессор | 2005                  | 27 июня 2014     | ОМедН            | СКМ                | интервенционная радиология                                                                                   | Королевский колледж Лондона (профессор), Европейское общество радиологов (президент, 2007—2008) |
| Айба, Лёсик Янкович                                             | Республика Абхазия                         | 28 марта 1950    | д.с.-х.н., профессор, академик АН Абхазии | 2010                  | 27 июня 2014     | ОСХН             | СРЗБР              | растениеводство                                                                                              | Академия наук Республики Абхазия (вице-президент), НИИ сельского хозяйства и растениеводства АН РА (генеральный директор) |
| Айзел, Ульф Теодор                                              | Германия                                   | 3 ноября 1944    | MD, профессор | —                     | 22 мая 2003      | ОФФМ             | СФ                 | нейрофизиология зрения                                                                                       | Рурский университет (профессор института физиологии медицинского факультета) |
| Акаев, Аскар Акаевич                                            | Кыргызстан                                 | 10 ноября 1944   | д.ф.-м.н., профессор, академик АН Киргизской ССР | —                     | 25 мая 2006      | ОНИТ             | СИТА               | квантовая электроника, голография, оптическая обработка информации                                           | Московский государственный университет (г.н.с. Института математических исследований сложных систем им. И. Р. Пригожина) |
| Акималиев, Джамин Акималиевич                                   | Кыргызстан                                 | 5 мая 1936       | д.с.-х.н., профессор, академик ВАСХНИЛ, академик НАН Кыргызской Республики                                                                                       | 1991                  | 27 июня 2014     | ОСХН             | СРЗБР              | растениеводство                                                                                              | Кыргызский НИИ земледелия (генеральный директор) |
| Аккорси-Опазо, Энрике (на сайте РАН: Опазо, Энрике Аккорси)     | Чили                                       | 17 августа 1948  | MD | 2004                  | 27 июня 2014     | ОМедН            | СКМ                | детская хирургия                                                                                             | Парламент Чили (депутат нижней палаты с 2001 года) |
| Алиев, Бахрам Гусейн оглы                                       | Азербайджан                                | 2 сентября 1955  | д.т. н., профессор | 24 мая 2010           | 27 июня 2014     | ОСХН             | СЗМВЛХ             | мелиорация водного и лесного хозяйства                                                                       | Министерство сельского хозяйства Азербайджана (заместитель министра, 2005—2013) |
| Алиев, Джамиль Азиз оглы                                        | Азербайджан                                | 30 марта 1946    | д.м.н., профессор, академик НАН Азербайджана | 2001                  | 27 июня 2014     | ОМедН            | СКМ                | клиническая онкология                                                                                        | Национальный центр онкологии Минздрава Азербайджанской Республики (генеральный директор), Азербайджанский гос. институт усовершенствования врачей им. А.Алиева Минздрава Азербайджанской Республики (заведующий кафедрой онкологии) |
| Ализаде, Акиф Агамехти оглы                                     | Азербайджан                                | 25 февраля 1934  | д.г.-м.н., профессор, академик НАН Азербайджана | —                     | 30 мая 2025      | ОБН              | СОБ                | общая биология                                                                                               | Национальная академия наук Азербайджана (президент, 2013 — 2019) |
| Альбертс, Брюс                                                  | Соединённые Штаты Америки                  | 14 апреля 1938   | PhD (биохимия), профессор | —                     | 22 мая 2003      | ОБН              | СФХБ               | молекулярная биология, биохимия                                                                              | Национальная академия наук США (президент), InterAcademy Council (сопредседатель), Калифорнийский университет в Сан-Франциско (профессор кафедры биохимии и биофизики)                                                              |
| Альтенбах, Хольм                                                | Германия                                   | 8 мая 1956       | д.т. н., профессор | —                     | 15 ноября 2019   | ОЭММПУ           | СМех               | механика | Университет Отто фон Герике в Магдебурге (профессор института механики) |
| Амирасланов, Ахлиман Тапдыг оглы                                | Азербайджан                                | 17 ноября 1947   | д.м.н., профессор, академик НАН Азербайджана | 2001                  | 27 июня 2014     | ОМедН            | СКМ                | клиническая онкология                                                                                        | Азербайджанский медицинский университет (ректор) |
| Арапович, Борислав                                              | Босния и Герцеговина · Швеция              | 11 апреля 1935   | PhD | —                     | 1999             | ОИФН             | СЯЛ                | литературоведение                                                                                            | Институт перевода Библии |
| Арзыкулов, Жеткерген Анесович                                   | Казахстан                                  | 2 июля 1957      | д.м.н., профессор, врач высшей категории | 2005                  | 27 июня 2014     | ОМедН            | СКМ                | клиническая онкология                                                                                        | Национальный научный центр хирургии им. А. Н. Сызганова (генеральный директор) |
| Арош, Серж                                                      | Франция                                    | 11 сентября 1944 | PhD, профессор | —                     | 28 октября 2016  | ОФН              | СОФА               | физика | Коллеж де Франс |
| Арус, Пере                                                      | Испания                                    | 29 марта 1950    | PhD (генетика), профессор | 2010                  | 27 июня 2014     | ОСХН             | СРЗБР              | растениеводство                                                                                              | Institut de Recerca i Tecnologia Agroalimentàries (научный директор), Centre de Recerca en Agrigenòmica (зам. директора) |
| Атанасов, Атанас Иванов                                         | Болгария                                   | 14 августа 1943  | д.с.-х.н., профессор, академик Болгарской академии наук | 2003                  | 27 июня 2014     | ОСХН             | СРЗБР              | генетика и селекция                                                                                          | АгроБиоИнститут (директор) |
| Ашуров, Мухсинджан Хурамович                                    | Узбекистан                                 | 19 ноября 1949   | д.ф.-м.н., профессор, академик АН Республики Узбекистан | —                     | 2 июня 2022      | ОФН              | СОФА               | физика твердого тела                                                                                         | Институт ядерной физики АН Узбекистана (главный научный сотрудник) |
| Баерт, Альберт                                                  | Бельгия                                    | 1931             | профессор | 2005                  | 27 июня 2014     | ОМедН            | СКМ                | медицинская радиология                                                                                       | Европейский конгресс по радиологии (член оргкомитета) |
| Бай Чуньли                                                      | Китай                                      | 26 сентября 1953 | д-р наук[уточнить], профессор, академик Китайской академии наук                                                                                                  | —                     | 29 мая 2008      | ОХНМ             | СХН                | физическая химия, материаловедение                                                                           | Китайская академия наук (вице-президент, с 2011 — президент) |
| Байер, Манфред Хельмут                                          | Германия                                   | 29 августа 1965  | PhD, профессор | —                     | 28 октября 2016  | ОФН              | СОФА               | физика | Технический университет Дортмунда (профессор экспериментальной физики) |
| Баймаханов, Болатбек Бимендеевич                                | Казахстан                                  | 3 сентября 1962  | д.м.н., профессор, член-корр. НАН Республики Казахстан | 2007                  | 27 июня 2014     | ОМедН            | СКМ                | хирургия | Республиканский научный центр неотложной медицинской помощи (председатель совета директоров), Городская клиническая больница № 7 г. Алматы (главный врач)                                                                           |
| Ринченгийн Барсболд                                             | Монголия                                   | 21 декабря 1935  | д.б.н., член Монгольской академии наук | —                     | 22 декабря 2011  | ОБН              | СОБ                | общая биология, палеонтология                                                                                | Институт палеонтологии МАН (директор) |
| Бауэрсок, Глен Уоррен                                           | Соединённые Штаты Америки                  | 12 января 1936   | D.Phil., профессор | —                     | 1999             | ОИФН             | СИ                 | античная история Греции, Рима и Ближнего Востока                                                             | Институт фундаментальных исследований (профессор античной истории) |
| Бахрамов, Саиджалал Махмудович                                  | Узбекистан                                 | 22 января 1938   | д.м.н., профессор | 2001                  | 27 июня 2014     | ОМедН            | СКМ                | гематология                                                                                                  | Ташкентский институт усовершенствования врачей (заведующий кафедрой гематологии и трансфузиологии) |
| Баэр, Эрик фон (на сайте РАН: Фон Баер Эрик)                    | Чили                                       | 30 июля 1941     | | 23 мая 1991           | 27 июня 2014     | ОСХН             | СРЗБР              | кормопроизводство                                                                                            | Селекционная компания Semillas Baer |
| Беа, Фернандо                                                   | Испания                                    | 22 декабря 1950  | PhD, профессор, член Испанской королевской академии наук | —                     | 28 октября 2016  | ОНЗ              | СГГГГН             | геохимия, петрология                                                                                         | Гранадский университет (профессор петрологии и геохимии) |
| Белл, Алексис Т.                                                | Соединённые Штаты Америки                  | 16 октября 1942  | PhD (химическая технология), профессор, член Национальной академии наук США                                                                                      | —                     | 15 ноября 2019   | ОХНМ             | СХН                | химия | Калифорнийский университет в Беркли (профессор зелёной химии) |
| Бен-Авраам, Цви                                                 | Израиль                                    | 16 ноября 1941   | член НАН Израиля | —                     | 15 ноября 2019   | ОНЗ              | СГГГГН             | геология, геофизика                                                                                          | |
| Бертольд, Петер                                                 | Германия                                   | 19 апреля 1939   | д-р наук, профессор | —                     | 22 мая 2003      | ОБН              | СОБ                | орнитология, поведенческая биология                                                                          | Орнитологическая станция в Радольфцелле (директор, с 2005 директор-эмерит) |
| Бимберг, Дитер                                                  | Германия                                   | 10 июля 1942     | д-р физики, профессор | —                     | 26 мая 2011      | ОНИТ             | СВЛТСЭБ            | фотоника и оптоэлектроника                                                                                   | Берлинский технический университет (директор Института физики твёрдого тела и Центра нанофотоники) |
| Бинди, Лука                                                     | Италия                                     | 2 декабря 1971   | PhD, профессор, член Академии деи Линчеи | —                     | 30 мая 2025      | ОНЗ              | СГГГГН             | минералография, кристаллография, петрология                                                                  | Флорентийский университет |
| Блашар, Йорам                                                   | Израиль                                    | 22 февраля 1940  | MD, профессор | 12 марта 2004         | 27 июня 2014     | ОМедН            | СКМ                | педиатрия | Всемирная медицинская ассоциация (президент, 2003—2006) |
| Бобик, Александр                                                | Австралия                                  | 1946             | PhD, профессор | —                     | 15 ноября 2019   | ОФФМ             | СФ                 | физиология                                                                                                   | Университет Монаша (профессор) |
| Бойич, Милован                                                  | Сербия                                     | 13 марта 1955    | PhD, профессор | —                     | 30 мая 2025      | ОМедН            |                    | кардиология                                                                                                  | Институт сердечно-сосудистых заболеваний «Дединье» (директор) |
| Бок, Ханс Георг                                                 | Германия                                   | 9 мая 1948       | | —                     | 15 ноября 2019   | ОЭММПУ           | СПМПУ              | процессы управления                                                                                          | |
| Бонатти, Энрико                                                 | Италия                                     | 28 сентября 1936 | | —                     | 31 марта 1994    | ОНЗ              | СГГГГН             | морская геология, геотектоника, теория рудообразования                                                       | Instituto di Scienze Marine, CNR, Sezione di Geologia Marina-Bologna |
| Ботмер, Роланд Вильхельм фон (на сайте РАН: Роланд фон Ботмер)  | Швеция                                     | 19 декабря 1943  | PhD, профессор, член Шведской королевской академии сельского и лесного хозяйства и Шведской королевской академии наук                                            | 26 мая 1997           | 27 июня 2014     | ОСХН             | СРЗБР              | растениеводство                                                                                              | Шведский университет сельскохозяйственных наук (профессор генетики и селекции растений) |
| Бочварова, Светла Маринова                                      | Болгария                                   | 28 сентября 1958 | профессор | 26 мая 2010           | 27 июня 2014     | ОСХН             | СЭЗОСРС            | экономика и земельные отношения                                                                              | Сельскохозяйственная академия (директор, 2005—2011) |
| Брайан, Кирк                                                    | Соединённые Штаты Америки                  | 21 июля 1929     | | —                     | 31 марта 1994    | ОНЗ              | СОФАГ              | геофизика, динамика и численное моделирование мирового океана, океанология                                   | Принстонский университет (с.н.с./Senior research scholar) |
| Брем, Готфрид (на сайте РАН: Годфрид, Брем)                     | Германия · Австрия                         | 21 марта 1953    | д.вет. н., профессор | 1991                  | 27 июня 2014     | ОСХН             | СЗВ                | зоотехния | Ветеринарно-медицинский университет (профессор института животноводства и генетики) |
| Бротчи, Жак                                                     | Бельгия                                    | 11 августа 1942  | PhD, MD, профессор |                       | 27 июня 2014     | ОМедН            | СКМ                | нейрохирургия                                                                                                | Сенат Бельгии (сенатор с 2004 по 2014 год) |
| Булла, Йозеф                                                    | Словакия                                   | 8 декабря 1944   | DSc, профессор | 27 мая 1993           | 27 июня 2014     | ОСХН             | СЗВ                | зоотехния | Словацкий сельскохозяйственный университет в Нитре (профессор кафедры физиологии животных) |
| Бусол, Владимир Александрович                                   | Украина                                    | 8 марта 1936     | д.вет. н., профессор, академик Национальной академии аграрных наук Украины                                                                                       | 1997                  | 27 июня 2014     | ОСХН             | СЗВ                | ветеринарная медицина                                                                                        | Национальная академия аграрных наук Украины (первый вице-президент) |
| Бэриш, Барри Кларк                                              | Соединённые Штаты Америки                  | 27 января 1936   | | —                     | 15 ноября 2019   | ОФН              | СЯФ                | ядерная физика                                                                                               | |
| Бюнтген, Ульф                                                   | [уточнить]                                 | 5 июля 1976      | хаб. д-р наук (палеоэкология), профессор | —                     | 15 ноября 2019   | ОБН              | СОБ                | экология | Кембриджский университет (профессор анализа экологических систем) |
| Вагнер, Альбрехт                                                | Германия                                   | 13 февраля 1941  | д-р наук[уточнить] | —                     | 22 мая 2003      | ОФН              | СЯФ                | ядерная физика                                                                                               | DESY (глава дирекции синхротрона) |
| Вагнер, Фридрих                                                 | Германия                                   | 16 ноября 1943   | | —                     | 28 октября 2016  | ОФН              | СОФА               | физика | |
| Вала, Бернард                                                   | Франция                                    | 16 октября 1947  | | 24 мая 2010           | 27 июня 2014     | ОСХН             | СЗВ                | ветеринарная медицина                                                                                        | Всемирная организация здравоохранения животных (директор) |
| Валента, Рудольф                                                | Австрия                                    | 25 февраля 1963  | MD, профессор, член-корр. Австрийской академии наук | —                     | 2 июня 2022      | ОМедН            | СКМ                | аллергология-иммунология                                                                                     | Венский медицинский университет, Сеченовский университет |
| Валлах, Давид                                                   | Израиль                                    | 23 января 1946   | PhD, профессор | —                     | 30 мая 2025      | ОБН              | СФХБ               | физико-химическая биология                                                                                   | Институт Вейцмана |
| Ван Ифан (王贻芳) (на сайте РАН ошибочно: Ван Юйфан)            | Китай                                      | 22 февраля 1963  | PhD, профессор | —                     | 28 октября 2016  | ОФН              | СЯФ                | ядерная физика                                                                                               | Институт физики высоких энергий (директор) |
| Варшель, Арье                                                   | Соединённые Штаты Америки                  | 20 ноября 1940   | член НАН США | —                     | 15 ноября 2019   | ОБН              | СФХБ               | биохимия, биофизика                                                                                          | |
| Вежбицка, Анна                                                  | Австралия                                  | 10 марта 1938    | профессор, академик Австралийской академии социальных наук | —                     | 25 мая 1999      | ОИФН             | СЯЛ                | лингвистическая семантика, прагматика и межязыковые взаимодействия, русистика                                | Австралийский национальный университет (профессор лингвистики) |
| Вергунов, Виктор Анатольевич                                    | Украина                                    | 3 июня 1960      | д.с.-х.н., профессор, член-корр. Национальной академии аграрных наук Украины                                                                                     | 21 февраля 2012       | 27 июня 2014     | ОСХН             | СЭЗОСРС            | | Национальная научная сельскохозяйственная библиотека НААН Украины (директор) |
| Вест, Джон Бернард                                              | Соединённые Штаты Америки                  | 27 декабря 1928  | D.Sc. (медицина), профессор | —                     | 31 марта 1994    | ОФФМ             | СФ                 | физиология дыхания, процессы акклиматизации человека в условиях высокогорья                                  | Калифорнийский университет в Сан-Диего (профессор медицины и физиологии) |
| Видера, Дариус                                                  | Великобритания                             | 6 октября 1976   | хаб. д-р наук (цитология), ассоц. профессор | —                     | 2 июня 2022      | ОМедН            | СМБН               | клеточная биология и регенеративная медицина                                                                 | Редингский университет (ассоц. профессор Школы фармации), Ставропольский государственный медицинский университет (приглашенный профессор, 2015—2022)                                                                                |
| Визи, Е. Сильвестер                                             | Венгрия                                    | 31 декабря 1936  | D.Sc., профессор, академик Венгерской академии наук | 2004                  | 27 июня 2014     | ОМедН            | СМБН               | фармакология                                                                                                 | Журнал Neurochemistry International (главный редактор), экс-президент Венгерской академии наук |
| Викерс-Рич, Патриция Арлин                                      | Австралия                                  | 11 июля 1944     | PhD (геология), профессор | —                     | 2 июня 2022      | ОНЗ              | СГГГГН             | палеонтология, стратиграфия                                                                                  | Университет Монаша (профессор-эмерит) |
| Вонг Минг Хунг (黃銘洪)                                         | Великобритания · Китай                     | май 1946         | PhD, профессор | —                     | 30 мая 2025      | ОНЗ              |                    | геоэкология, биогеохимия                                                                                     | Образовательный университет Гонконга (советник) |
| Ву Цзи                                                          | Китай                                      | 19 апреля 1958   | PhD, профессор | —                     | 2 июня 2022      | ОФН              | СОФА               | физика и астрономия                                                                                          | Национальный центр космической науки (директор, 2003—2017), Китайское общество космических исследований (президент) |
| Вуйич, Слободан                                                 | Сербия                                     | 23 июня 1947     | PhD, профессор | —                     | 28 октября 2016  | ОНЗ              | СГГГГН             | горные науки                                                                                                 | Белградский университет (заведующий кафедрой прикладных вычислений и системной инженерии) |
| Гантен, Детлев                                                  | Германия                                   | 28 марта 1941    | | —                     | 28 октября 2016  | ОМедН            | СМБН               | молекулярная медицина (фармакология)                                                                         | |
| Гао Фу                                                          | Китай                                      | 15 ноября 1961   | PhD, профессор, член Китайской академии наук | —                     | 2 июня 2022      | ОМедН            | СПМ                | микробиология                                                                                                | Китайский центр по контролю и профилактике заболеваний (директор, 2017—2022) |
| Гафурова, Лазизахон Акрамовна                                   | Узбекистан                                 | 20 июля 1956     | д.б.н, профессор | —                     | 2 июня 2022      | ОСХН             | СЗМВЛХ             | общее земледелие                                                                                             | Национальный университет Узбекистана (профессор кафедры почвоведения) |
| Гашимов, Ариф Мамед оглы                                        | Азербайджан                                | 28 сентября 1949 | д.т.н., профессор, академик НАН Азербайджана | —                     | 30 мая 2025      | ОЭММПУ           | СЭн                | энергетика                                                                                                   | Национальная академия наук Азербайджана (академик-секретарь) |
| Гдутос, Эммануэль Е.                                            | Греция                                     | 2 июня 1948      | PhD (прикладная механика), профессор, член Афинской академии | —                     | 28 октября 2016  | ОЭММПУ           | СМех               | механика | Университет Фракии им. Демокрита (профессор-эмерит) |
| Геец, Валерий Михайлович                                        | Украина                                    | 20 мая 1945      | д.э.н., профессор, академик НАН Украины | —                     | 22 декабря 2011  | ООН              | СЭк                | макроэкономика                                                                                               | НАН Украины (вице-президент) |
| Гера, Д. Иоан Кристиан                                          | Румыния                                    | 18 декабря 1933  | д-р агрономии, профессор, академик Румынской академии наук | 26 мая 2005           | 27 июня 2014     | ОСХН             | СЗМВЛХ             | земледелие                                                                                                   | Академия сельско- и лесохозяйственных наук имени Георге Ионеску-Шишешти (президент) |
| Геротзиафас, Григориос                                          | Греция · Франция                           | 16 апреля 1967   | MD, PhD | —                     | 30 мая 2025      | ОМедН            |                    | онкология | Больница Тенон |
| Геха, Раиф Салим                                                | Соединённые Штаты Америки                  | 15 октября 1944  | MD, профессор | —                     | 2 июня 2022      | ОБН              | СМБН               | молекулярная генетика, иммунология и гематология                                                             | Гарвардская медицинская школа (профессор), Бостонская детская больница (заведующий отделением иммунологии, аллергологии, ревматологии и дерматологии)                                                                               |
| Гиацинтов (Геацинтов), Николай (Эрнестович)                     | Соединённые Штаты Америки                  | 9 ноября 1935    | PhD, профессор | —                     | 31 марта 1994    | ОХНМ             | СНМ                | спектроскопия молекулярных кристаллов, фотофизика и фотохимия                                                | Нью-Йоркский университет (профессор химии) |
| Гидденс, Энтони                                                 | Великобритания                             | 18 января 1938   | PhD, профессор | —                     | 25 мая 1999      | ООН              | СФПСПП             | социология                                                                                                   | Лондонская школа экономики и политических наук (директор) |
| Глэшоу, Шелдон Ли                                               | Соединённые Штаты Америки                  | 5 декабря 1932   | PhD, профессор | —                     | 31 марта 1994    | ОФН              | СЯФ                | теория квантовых полей, физика элементарных частиц                                                           | Гарвардский университет (профессор физики) |
| Го Хуадун (郭华东)                                              | Китай                                      | октябрь 1950     | академик Китайской академии наук | —                     | 28 октября 2016  | ОНЗ              | СОФАГ              | география | |
| Голдберг, Рей                                                   | Соединённые Штаты Америки                  | 19 октября 1926  | MBA, PhD (экономика сельского хозяйства), профессор | 23 мая 1988           | 27 июня 2014     | ОСХН             | СЭЗОСРС            | экономика сельского хозяйства                                                                                | Гарвардская школа бизнеса (профессор сельского хозяйства и бизнеса) |
| Голдстейн, Стивен                                               | Соединённые Штаты Америки                  | 30 марта 1940    | | —                     | 25 мая 2006      | ОНИТ             | СВЛТСЭБ            | телекоммуникационные системы, развитие компьютерных сетей.                                                   | Сеть GLORIAD |
| Гольдвассер, Шафрира                                            | Соединённые Штаты Америки                  | 14 ноября 1958   | член НАН США | —                     | 28 октября 2016  | ОМН              | СПМИ               | прикладная математика и информатика                                                                          | |
| Граннис, Пол                                                    | Соединённые Штаты Америки                  | 26 июня 1938     | | —                     | 28 октября 2016  | ОФН              | СЯФ                | ядерная физика                                                                                               | |
| Грессгофф, Петер                                                | Соединённые Штаты Америки                  | 26 ноября 1948   | DSc, профессор | 24 мая 1995           | 27 июня 2014     | ОСХН             | СЗМВЛХ             | молекулярная биология                                                                                        | Квинслендский университет (профессор ботаники) |
| Гри, Жан-Кристоф Раймонд                                        | Франция                                    | 8 ноября 1959    | MD, PhD, профессор | —                     | 2 июня 2022      | ОМедН            | СМБН               | гематология-гемостазиология                                                                                  | Университет Монпелье (заведующий кафедрой гематологии), Сеченовский университет (профессор кафедры акушерства и гинекологии) |
| Гриб, Станислав Иванович                                        | Беларусь                                   | 6 августа 1944   | д.с.-х.н., профессор, академик НАН Беларуси | 2001                  | 27 июня 2014     | ОСХН             | СРЗБР              | селекция и семеноводство                                                                                     | Научно-практический центр НАН Беларуси по земледелию (главный научный сотрудник) |
| Григорчук, Даниэль                                              | Соединённые Штаты Америки                  |                  | MD, профессор | 2004                  | 27 июня 2014     | ОМедН            | СПМ                | медицина труда                                                                                               | Иллинойсский университет в Чикаго |
| Гриффитс, Филипп                                                | Соединённые Штаты Америки                  | 18 октября 1938  | PhD, профессор | —                     | 15 ноября 2019   | ОМН              | СМат               | геометрия | Институт перспективных исследований (профессор-эмерит) |
| Громов, Михаил Леонидович                                       | Франция                                    | 23 декабря 1943  | д.ф.-м.н., профессор | —                     | 22 декабря 2011  | ОМН              | СМат               | геометрическая теория групп, метрическая, симплектическая и риманова геометрия                               | Институт высших научных исследований (профессор-эмерит) |
| Гросс, Дэвид Джонатан                                           | Соединённые Штаты Америки                  | 19 февраля 1941  | член НАН США | —                     | 28 октября 2016  | ОФН              | СЯФ                | ядерная физика                                                                                               | Институт теоретической физики имени Кавли Калифорнийского университета в Санта-Барбаре |
| Гупта, Арвинд                                                   | Индия                                      | 10 июля 1953     | | —                     | 30 мая 2025      | ОГПМО            | СГП                | мировая экономика                                                                                            | Международный фонд Вивекананды |
| Гупта, Харш Кумар                                               | Индия                                      | 28 июня 1942     | PhD, профессор, член Индийской национальной академии наук | —                     | 2 июня 2022      | ОНЗ              | СГГГГН             | геофизика, сейсмология                                                                                       | Национальный исследовательский геофизический институт (профессор-эмерит) |
| Гурцояннис, Николаос                                            | Греция                                     | 1943             | MD, PhD, профессор | 2007                  | 27 июня 2014     | ОМедН            | СКМ                | радиология                                                                                                   | Университет Крита (профессор-эмерит), Европейское общество радиологов (президент, 2005—2007) |
| Гусаков, Владимир Григорьевич                                   | Беларусь                                   | 12 февраля 1953  | д.э.н., профессор, академик Национальной академии наук Беларуси                                                                                                  | 25 мая 2007           | 27 июня 2014     | ОСХН             | СЭЗОСРС            | экономика сельского хозяйства                                                                                | Национальная академия наук Беларуси (с 2002 вице-президент, с 2013 президент) |
| Гэлбрейт, Джеймс Кеннет                                         | Соединённые Штаты Америки                  | 29 января 1952   | PhD, профессор | —                     | 2 июня 2022      | ООН              | СЭк                | экономика | Техасский университет в Остине (профессор Школы государственного управления им. Линдона Б. Джонсона) |
| Давидович, Лазар                                                | Сербия                                     | 6 марта 1958     | MD, PhD, профессор | —                     | 15 ноября 2019   | ОМедН            | СКМ                | сердечно-сосудистая хирургия                                                                                 | Клиника сосудистой и эндоваскулярной хирургии Университетского клинического центра Сербии (директор) |
| Данг Ву Минь                                                    | Вьетнам                                    | 11 сентября 1946 | д.х.н., профессор | —                     | 25 мая 1999      | ОХНМ             | СХН                | химия | Вьетнамская академия науки и технологии (директор института химии) |
| Дарбинян, Армен Размикович                                      | Армения                                    | 23 января 1965   | д.э.н., профессор, член-корреспондент НАН Республики Армения | —                     | 2 июня 2022      | ОГПМО            | СГП                | мировая экономика                                                                                            | Российско-армянский университет (ректор) |
| Дауд, Маан                                                      | Сирия                                      | 23 декабря 1963  | | 26 мая 2010           | 27 июня 2014     | ОСХН             | СЗМВЛХ             | мелиорация водного и лесного хозяйства                                                                       | Главное управление научных сельскохозяйственных исследований |
| Де Роза, Франко                                                 | Италия                                     | 1940             | профессор | 1999                  | 27 июня 2014     | ОМедН            | СПМ                | инфекционные и паразитарные болезни                                                                          | Римский университет Ла Сапиенца |
| Делинь, Пьер Рене                                               | Бельгия                                    | 3 октября 1944   | DSc, профессор | —                     | 28 октября 2016  | ОМН              | СМат               | математика                                                                                                   | Институт перспективных исследований (профессор-эмерит) |
| Демария, Энтони Н.                                              | Соединённые Штаты Америки                  | 12 января 1943   | | —                     | 15 ноября 2019   | ОФФМ             | СФМ                | фундаментальная медицина, электрофизиология сердца                                                           | |
| Джанотти, Фабиола (на сайте РАН: Джианотти Фабиола)             | Швейцария                                  | 29 октября 1960  | член Национальной академии деи Линчеи | —                     | 15 ноября 2019   | ОФН              | СЯФ                | ядерная физика                                                                                               | |
| Джапуа, Зураб Джотович                                          | Республика Абхазия                         | 16 апреля 1960   | д.ф.н., профессор, академик АН Абхазии | —                     | 2 июня 2022      | ОИФН             | СЯЛ                | филология | Академия наук Абхазии (президент) |
| Джонсон, Стенли                                                 | Соединённые Штаты Америки                  | 26 августа 1938  | | 24 мая 1991           | 27 июня 2014     | ОСХН             | СЭЗОСРС            | экономика сельского хозяйства                                                                                | директор Центра развития сельского хозяйства Университета штата Айова, США |
| Джумабеков, Сабырбек Артисбекович                               | Кыргызстан                                 | 11 августа 1964  | д.м.н., профессор | —                     | 15 ноября 2019   | ОМедН            | СКМ                | травматология и ортопедия                                                                                    | Бишкекский научно-исследовательский центр травматологии и ортопедии (директор) |
| Ди Ренцо, Жан Карло                                             | Италия                                     | 13 июня 1951     | MD, профессор |                       | 27 июня 2014     | ОМедН            | СКМ                | пренатальная диагностика, перинатология, гинекологическая эндокринология                                     | Университет Перуджи (заведующий кафедрой акушерства и гинекологии) |
| Диль, Волькер                                                   | Германия                                   | 28 февраля 1938  | хаб. д-р медицины, профессор | 1999                  | 27 июня 2014     | ОМедН            | СКМ                | онкогематология                                                                                              | Кёльнский университет (заведующий кафедры внутренних болезней, 1983—2003) |
| ван Дисхук, Эвин                                                | Нидерланды                                 | 13 июня 1955     | член НАН США | —                     | 15 ноября 2019   | ОФН              | СОФА               | общая физика и астрономия                                                                                    | |
| Дональдсон, Саймон                                              | Великобритания                             | 20 августа 1957  | член Лондонского королевского общества | —                     | 15 ноября 2019   | ОМН              | СМат               | математика                                                                                                   | |
| Донгарра, Джек                                                  | Соединённые Штаты Америки                  | 18 июля 1950     | | —                     | 28 октября 2016  | ОНИТ             | СИТА               | информационные технологии                                                                                    | |
| Дохерти, Питер                                                  | Австралия                                  | 15 октября 1940  | PhD, профессор | —                     | 25 мая 2006      | ОФФМ             | СФ                 | иммунология                                                                                                  | Мельбурнский университет (директор отд. микробиологии), Детский госпиталь Св. Иуды в Мемфисе (руководитель отд. иммунологии), Теннессийский университет (профессор педиатрии и патологии)                                           |
| Чултем Дугаржав                                                 | Монголия                                   | 1 сентября 1946  | д.б.н, профессор, член Монгольской академии наук | —                     | 15 ноября 2019   | ОБН              | СОБ                | общая биология                                                                                               | Институт общей и экспериментальной биологии МАН (ведущий научный сотрудник) |
| Дэвис, Дэвид                                                    | Великобритания                             | 28 октября 1935  | член Лондонского королевского общества | —                     | 22 мая 2003      | ОЭММПУ           | СПМПУ              | процессы управления                                                                                          | Королевская инженерная академия наук Великобритании (экс-президент), National Grid plc (советник по безопасности) |
| Дюклуа, Марсиаль [уточнить] (на сайте РАН: Дюклуа Марсеналь)    | Франция                                    | 4 июля 1945      | DSc, профессор | —                     | 22 декабря 2011  | ОФН              | СОФА               | | Французское физическое общество (президент), Университет Париж-север XIII (директор-эмерит лаборатории лазерной физики) |
| Ералиева, Ляззат Тасбулатовна                                   | Казахстан                                  | 25 сентября 1975 | д.м.н. | —                     | 30 мая 2025      | ОМедН            |                    | инфекционные болезни (детские)                                                                               | Национальная академия наук Казахстана (вице-президент) |
| Есполов, Тлектес Исабаевич                                      | Казахстан                                  | 15 июня 1952     | д.э.н., профессор, академик Академии сельскохозяйственных наук, Академии инженерных наук и Национальной академии наук Казахстана                                 | 25 мая 2005           | 27 июня 2014     | ОСХН             | СЭЗОСРС            | | Казахский национальный аграрный университет (ректор) |
| Ёсимура, Такэсуми (吉村 健清) (на сайте РАН: Такесуми Йошимура) | Япония                                     | 23 февраля 1943  | MD, профессор | 2000                  | 27 июня 2014     | ОМедН            | СПМ                | профилактическая медицина                                                                                    | Университет гигиены труда и окружающей среды (профессор) |
| Жунушов, Асанкадыр Темирбекович                                 | Кыргызстан                                 | 1 марта 1949     | д.вет. н., профессор, член-корр. НАН Кыргызской Республики | 2007                  | 27 июня 2014     | ОСХН             | СЗВ                | ветеринарная медицина                                                                                        | Институт биотехнологии НАН КР (директор) |
| Жэнь Чанчжун (任长忠) (на сайте РАН: Чанчжун Жень)              | Китай                                      | 17 апреля 1964   | | 25 мая 2010           | 27 июня 2014     | ОСХН             | СРЗБР              | растениеводство                                                                                              | Байчэнская академия сельскохозяйственных наук, Китайская академия сельскохозяйственных наук |
| Загородний, Анатолий Глебович                                   | Украина                                    | 29 января 1951   | д.ф.-м.н., профессор, академик НАН Украины | —                     | 22 декабря 2011  | ОФН              | СОФА               | физика | Национальная академия наук Украины (вице-президент), Киевский национальный университет имени Тараса Шевченко (профессор) |
| Згуровский, Михаил Захарович                                    | Украина                                    | 30 января 1950   | д.т. н., профессор, академик НАН Украины | —                     | 29 мая 2008      | ОНЗ              | СГГГГН             | геоинформатика, математическая геофизика                                                                     | Национальная академия наук Украины (член президиума), Киевский политехнический институт (ректор), Институт прикладного системного анализа НАН и МОН Украины (директор)                                                              |
| Зельман, Владимир Лазаревич                                     | Соединённые Штаты Америки                  | 17 октября 1935  | к.м.н., профессор | 2000                  | 27 июня 2014     | ОМедН [уточнить] | СКМ [уточнить]     | физиология, анестезиология                                                                                   | Университет Южной Калифорнии (заведующий кафедрой анестезиологии, профессор клинической анестезиологии) |
| Земцов, Илья Григорьевич                                        | Соединённые Штаты Америки                  | 22 апреля 1938   | | —                     | 22 декабря 2011  | ОИФН             | СИ                 | история, социология                                                                                          | |
| Зендер, Александер                                              | Швейцария                                  | 21 февраля 1946  | PhD | —                     | 1999             | ОБН              | СФХБ               | микробиология                                                                                                | Alberta Water Research Institute (директор по науке), Швейцарская высшая техническая школа Цюриха (профессор-эмерит) |
| Зеруни, Элиас                                                   | Алжир · Соединённые Штаты Америки          | 12 апреля 1951   | MD | [уточнить]            | 27 июня 2014     | ОМедН            | СМБН               | биомедицинская технология                                                                                    | Sanofi (глава отдела R&D) |
| Зингер, Вольф                                                   | Германия                                   | 9 марта 1943     | MD | —                     | 25 мая 2006      | ОБН              | СФХБ               | нейронная и популяционная нейрофизиология коры мозга                                                         | Институт по изучению мозга Общества Макса Планка (директор) |
| Иглесиас Гарсия, Энрике Валентин                                | Уругвай                                    | 29 июля 1930     | | —                     | 28 октября 2016  | ОГПМО            | СГП                | мировая экономика                                                                                            | |
| Избасаров, Дуйсебай Сайлаубаевич                                | Казахстан                                  | 4 марта 1951     | д.т. н., профессор, академик АСХН, НАИ и НАН Казахстана | 2010                  | 27 июня 2014     | ОСХН             | СХПП               | хранение и переработка с/х продукции                                                                         | Национальная академия наук Казахстана (член президиума), НИИ плодоводства и виноградарства Министерства сельского хозяйства РК (генеральный директор)                                                                               |
| Инсанов, Али Биннат оглы                                        | Азербайджан                                | 22 марта 1946    | д.м.н., профессор | 2001                  | 27 июня 2014     | ОМедН            | СКМ                | фтизиатрия                                                                                                   | |
| Иршик, Ханс                                                     | Австрия                                    | 23 августа 1951  | хаб. д-р наук (механика), профессор, член Австрийской академии наук                                                                                              | —                     | 28 октября 2016  | ОЭММПУ           | СМех               | механика | Линцский университет (директор Института технической механики, 2004—2020) |
| Исмаилизаде, Али                                                | Иран                                       |                  | | —                     | 30 мая 2025      | ОСХН             | СЗВ                | зоотехния, ветеринария                                                                                       | |
| Йегер, Экехарт                                                  | Германия                                   | 2 мая 1934       | хаб. д-р естеств. наук, профессор | —                     | 31 марта 1994    | ОБН              | СОБ                | ботаника, ботаническая география                                                                             | Галле-Виттенбергский университет (профессор Института биологии) |
| Йортнер, Иошуа                                                  | Израиль                                    | 14 марта 1933    | PhD, профессор, член НАН Израиля | —                     | 31 марта 1994    | ОХНМ             | СХН                | физическая химия, квантовая химия, биохимия                                                                  | Израильская академия естественных и гуманитарных наук (президент) |
| Кадзита, Такааки                                                | Япония                                     | 9 марта 1959     | член Японской академии наук | —                     | 15 ноября 2019   | ОФН              | СЯФ                | ядерная физика                                                                                               | |
| Казакевич, Пётр Петрович                                        | Беларусь                                   | 1 января 1955    | д.т. н., профессор, член-корр. НАН Беларуси | 21 февраля 2012       | 27 июня 2014     | ОСХН             | СМЭА               | механизация сельского хозяйства                                                                              | Белорусский государственный аграрный технический университет (профессор кафедры эксплуатации машинно-тракторного парка) |
| Кайдарова, Диляра Радиковна                                     | Казахстан                                  | 24 июля 1967     | д.м.н., профессор, академик НАН Казахстана | —                     | 2 июня 2022      | ОМедН            | СКМ                | онкология | Казахский национальный медицинский университет (заведующая кафедрой онкологии) |
| Каннингем, Эдвард Патрик                                        | Ирландия                                   | 4 августа 1934   | PhD | 26 мая 1991           | 27 июня 2014     | ОСХН             | СЗВ                | генетика животных                                                                                            | Продовольственная и сельскохозяйственная организация ООН (глава отдела животноводства и ветеринарии), Тринити-колледж (Дублин) (профессор генетики животных), советник по науке правительства Ирландии                              |
| Каримов, Шавкат Ибрагимович                                     | Узбекистан                                 | 21 июня 1943     | д.м.н., профессор, академик АН Республики Узбекистан | 2001                  | 27 июня 2014     | ОМедН            | СКМ                | хирургия | Ташкентская медицинская академия (ректор, заведующий кафедрой факультетской и госпитальной хирургии) |
| Каркашадзе, Наполеон Ираклиевич                                 | Грузия                                     | 15 мая 1935      | д.э.н., профессор, член Академии сельскохозяйственных наук Грузии                                                                                                | 27 мая 1997           | 27 июня 2014     | ОСХН             | СЭЗОСРС            | экономика сельского хозяйства                                                                                | Грузинский государственный аграрный университет (ректор, 1992—2003) |
| Карлесон, Леннарт Аксель Эдвард                                 | Швеция                                     | 18 марта 1928    | PhD, профессор, член Шведской королевской академии наук | —                     | 24 сентября 1982 | ОМН              | СМат               | математический анализ, теория функций                                                                        | Королевский технологический институт (профессор математического факультета), Институт Миттаг-Леффлера (директор), Международный математический союз (президент)                                                                     |
| Карлссон, Мортен                                                | Швеция                                     | 10 октября 1936  | профессор | 1988                  | 27 июня 2014     | ОСХН             | СРЗБР              | садоводство и овощеводство                                                                                   | Шведский университет сельскохозяйственных наук (ректор, 1982—1994) |
| Кастеллуччи, Федерико                                           | Италия                                     |                  | | 21 февраля 2012       | 27 июня 2014     | ОСХН             | СХПП               | | Международная винодельческая ассоциация (генеральный директор) |
| Касымов, Омор Тилегенович                                       | Кыргызстан                                 | 12 июля 1955     | д.м.н., профессор | —                     | 30 мая 2025      | ОМедН            |                    | общественное здоровье                                                                                        | Национальный институт общественного здоровья |
| Катан, Яков                                                     | Израиль                                    | 13 марта 1936    | PhD, профессор | 1991                  | 27 июня 2014     | ОСХН             | СРЗБР              | фитопатология                                                                                                | Еврейский университет в Иерусалиме (профессор фитопатологии и микробиологии) |
| Кацпшык, Януш Александр                                         | Польша                                     | 12 июля 1947     | хаб. д-р компьютерных наук, профессор, член Польской академии наук                                                                                               | —                     | 2 июня 2022      | ОЭММПУ           | СПМПУ              | процессы управления                                                                                          | Институт системных исследований ПАН (профессор) |
| Кашлер, Миклош                                                  | Венгрия                                    | 1 марта 1950     | PhD, профессор | —                     | 30 мая 2025      | ОФФМ             | СКФ                | клиническая физиология                                                                                       | Печский университет |
| Квинт, Владимир                                                 | Соединённые Штаты Америки                  | 21 февраля 1949  | PhD, профессор | —                     | 25 мая 2006      | ООН              | СЭк                | теория глобального бизнеса, теория стратегии, системы управления                                             | The International Academy of Emerging Markets. Московский государственный университет (Институт математических исследований сложных систем им. И. Р. Пригожина                                                                      |
| Келлерманн, Кеннет                                              | Соединённые Штаты Америки                  | 1 июля 1937      | PhD, профессор | —                     | 1999             | ОФН              | СОФА               | асторономия                                                                                                  | Национальная радиоастрономическая обсерватория (старший исследователь), Виргинский университет (профессор) |
| Кенни, Хосе Мария                                               | Италия                                     | 8 мая 1953       | PhD (химическая технология), профессор | —                     | 2 июня 2022      | ОХНМ             | СНМ                | материаловедение                                                                                             | Университет Перуджи (директор Центра материаловедения и технологий) |
| Кеттерле, Вольфганг                                             | Соединённые Штаты Америки                  | 21 октября 1957  | PhD, профессор | —                     | 22 декабря 2011  | ОФН              | СОФА               | физика | Массачусетский технологический институт (профессор физики) |
| Килин, Сергей Яковлевич                                         | Беларусь                                   | 18 мая 1952      | академик НАН Беларуси | —                     | 15 ноября 2019   | ОНИТ             | СИТА               | квантовая информатика                                                                                        | |
| Клитцинг, Клаус фон (на сайте РАН: фон Клитцинг Клаус)          | Германия                                   | 28 июня 1943     | хаб. д-р физики, профессор | —                     | 31 марта 1994    | ОФН              | СОФА               | физика конденсированного состояния вещества и низкоразмерных систем                                          | Институт исследований твердого тела имени Макса Планка (директор) |
| Кнут, Дональд Эрвин                                             | Соединённые Штаты Америки                  | 10 января 1938   | PhD, профессор | —                     | 29 мая 2008      | ОМН              | СПМИ               | математика, программное обеспечение                                                                          | Стэнфордский университет (профессор кафедры компьютерных наук) |
| Коваленко, Пётр Иванович                                        | Украина                                    | 5 января 1939    | д.т. н., профессор, академик НААН Украины | 23 мая 1999           | 27 июня 2014     | ОСХН             | СЗМВЛХ             | гидромелиорация                                                                                              | НААН Украины (член президиума, 1990—2011) |
| Кокотович, Петар                                                | Соединённые Штаты Америки                  | 18 марта 1934    | к.т. н., профессор, член Национальной инженерной академии США | —                     | 25 мая 2011      | ОЭММПУ           | СПМПУ              | процессы управления                                                                                          | Калифорнийский университет в Санта-Барбаре (профессор кафедры электрической и компьютерной инженерии) |
| Кокс, Джеймс                                                    | Соединённые Штаты Америки                  | 24 декабря 1942  | MD, профессор | 2005                  | 27 июня 2014     | ОМедН            | СКМ                | торакальная хирургия                                                                                         | Вашингтонский университет (эмерит-профессор кафедры хирургии) |
| Колодко, Гжегож Витольд                                         | Польша                                     | 28 января 1949   | хаб. д-р наук, профессор | —                     | 28 октября 2016  | ООН              | СЭк                | экономика | |
| Комри, Бернард                                                  | Соединённые Штаты Америки                  | 23 мая 1947      | | —                     | 28 октября 2016  | ОИФН             | СЯЛ                | филология | |
| Конн, Ален                                                      | Франция                                    | 1 апреля 1947    | PhD, профессор | —                     | 22 мая 2003      | ОМН              | СМат               | математика                                                                                                   | Коллеж де Франс, Институт высших научных исследований, Университет Вандербильта |
| Копке, Марк                                                     | Германия                                   | 13 мая 1956      | PhD, профессор | —                     | 2 июня 2022      | ОФН              | СОФА               | физика плазмы                                                                                                | Университет Западной Виргинии (заслуженный профессор физики) |
| Коркум, Пол Брюс                                                | Канада                                     | 30 октября 1943  | PhD, профессор, член Королевского общества Канады и Лондонского королевского общества                                                                            | —                     | 28 октября 2016  | ОФН              | СОФА               | лазерная физика                                                                                              | Оттавский университет (профессор физики) |
| Корнберг, Роджер Дэвид                                          | Соединённые Штаты Америки                  | 24 апреля 1947   | PhD, профессор, член НАН США | —                     | 28 октября 2016  | ОНИТ             | СНТ                | нанобиотехнологии                                                                                            | Стэнфордский университет |
| Коронадо, Еухенио                                               | Испания                                    | 4 апреля 1959    | PhD, профессор | —                     | 2 июня 2022      | ОХНМ             | СХН                | физическая химия                                                                                             | Университет Валенсии (директор Института молекулярных исследований) |
| Кофлер, Вальтер                                                 | Австрия                                    | 27 мая 1945      | хаб. д-р медицины, профессор | 2005                  | 27 июня 2014     | ОМедН            | СМБН               | нейрофизиология                                                                                              | Международная академия наук в Мюнхене (президент), Первый МГМУ им. И. М. Сеченова |
| Коэн-Таннуджи, Клод                                             | Франция                                    | 1 апреля 1933    | хаб. д-р физики, профессор | —                     | 22 мая 2003      | ОФН              | СОФА               | физика, методы улавливания атомов                                                                            | Коллеж де Франс (профессор и заведующий кафедрой атомной и молекулярной физики) |
| Краус, Ференц                                                   | Австрия                                    | 17 мая 1962      | хаб. д-р физики, профессор | —                     | 22 декабря 2011  | ОНИТ             | СНТ                | аттосекундная нанофизика                                                                                     | Институт квантовой оптики имени Макса Планка (заведующий кафедрой аттосекундной физики), Мюнхенский университет Людвига-Максимилиана (заведующий кафедрой лаз. физики, директор Центра продвинутой фотоники)                        |
| Кроули, Эдвард Фрэнсис                                          | Соединённые Штаты Америки                  | 7 сентября 1954  | | —                     | 28 октября 2016  | ОЭММПУ           | СПМПУ              | машиностроение                                                                                               | |
| Кулмала, Маркку Тапио                                           | Финляндия                                  | 30 октября 1958  | | —                     | 15 ноября 2019   | ОНЗ              | СОФАГ              | физика атмосферы                                                                                             | |
| Кулманов, Мурат Есенгалиевич                                    | Казахстан                                  | 2 января 1945    | д.м.н., профессор | —                     | 2 июня 2022      | ОМедН            | СПМ                | гигиена | |
| Кунин, Евгений Викторович                                       | Соединённые Штаты Америки                  | 26 октября 1956  | к.б.н., профессор | —                     | 15 ноября 2019   | ОБН              | СОБ                | биология | Национальный центр биотехнологической информации (ведущий научный сотрудник) |
| Купер, Джоэл                                                    | Соединённые Штаты Америки                  | 2 января 1939    | MD, профессор | 2005                  | 27 июня 2014     | ОМедН            | СКМ                | хирургия лёгких и дыхательных путей                                                                          | Пенсильванский университет (профессор хирургии) |
| Куришбаев, Ахылбек Кажигулович                                  | Казахстан                                  | 13 апреля 1961   | д.с.-х.н., профессор | 24 мая 2007           | 27 июня 2014     | ОСХН             | СЗМВЛХ             | земледелие                                                                                                   | Министерство сельского хозяйства Казахстана (вице-министр в 2002—2007, министр в 2008—2011) |
| Курьяк, Азим                                                    | Хорватия                                   | 13 сентября 1942 | профессор | 2002                  | 27 июня 2014     | ОМедН            | СКМ                | акушерство и гинекология                                                                                     | Международная академия перинатальной медицины (президент) |
| Кхуш, Гурдев С.                                                 | Индия                                      | 22 августа 1935  | член Индийской национальной академии наук | 1997                  | 27 июня 2014     | ОСХН             | СРЗБР              | растениеводство                                                                                              | |
| Лабунов, Владимир Архипович                                     | Беларусь                                   | 16 марта 1939    | академик НАН Беларуси | —                     | 28 октября 2016  | ОНИТ             | СВЛТСЭБ            | микроэлектроника и элементная база                                                                           | |
| Лал, Кришан                                                     | Индия                                      | 15 марта 1941    | PhD, профессор, член Индийской национальной академии наук | —                     | 22 декабря 2011  | ОНИТ             | СНТ                | нанотехнологии в кристаллофизике                                                                             | Индийская национальная академия наук (президент) |
| Лаллеман, Розин                                                 | Франция                                    | 29 ноября 1951   | | —                     | 28 октября 2016  | ОФН              | СОФА               | астрофизика                                                                                                  | Парижская обсерватория |
| Ландриган, Филип Дж.                                            | Соединённые Штаты Америки                  | 14 июня 1942     | MD, профессор | 2000                  | 27 июня 2014     | ОМедН            | СПМ                | медицина труда                                                                                               | Icahn School of Medicine at Mount Sinai, Boston Children’s Hospital |
| Леггетт, Энтони                                                 | Великобритания · Соединённые Штаты Америки | 26 марта 1938    | PhD, профессор, член Лондонского королевского общества и Национальной академии наук США                                                                          | —                     | 25 мая 1999      | ОФН              | СОФА               | квантовая физика, физика конденсированного состояния                                                         | Иллинойсский университет в Урбане-Шампейне (профессор кафедры физики) |
| Легоцки, Анджей Богуслав                                        | Польша                                     | 21 октября 1939  | хаб. д-р. с.-х. наук, профессор, член Польской академии наук | 26 мая 2005           | 27 июня 2014     | ОСХН             | СЗМВЛХ             | земледелие                                                                                                   | Польская академия наук (президент, 2003—2006), Институт биоорганической химии (директор) |
| Лёйхс, Герхард                                                  | Германия                                   | 14 июня 1950     | | —                     | 28 октября 2016  | ОФН              | СОФА               | физика | |
| Лен, Жан-Мари                                                   | Франция                                    | 30 сентября 1939 | PhD, профессор | —                     | 25 мая 1999      | ОХНМ             | СХН                | супрамолекулярная химия                                                                                      | Коллеж де Франс (профессор химии) |
| Ленглендс, Роберт                                               | Канада                                     | 6 октября 1936   | PhD, профессор | —                     | 22 декабря 2011  | ОМН              | СМат               | математика                                                                                                   | Институт фундаментальных исследований (эмерит-профессор математического факультета) |
| Лефельдт, Вернер                                                | Германия                                   | 25 мая 1943      | хаб. д-р наук, профессор, член Гёттингенской академии наук | —                     | 2 июня 2022      | ОИФН             | СЯЛ                | филология | Гёттингенский университет (эмерит-профессор славистики) |
| Ли Дапэн                                                        | Китай                                      | 17 января 1950   | | 2005                  | 27 июня 2014     | ОМедН            | СМБН               | фармацевтическая биотехнология                                                                               | Всекитайское собрание народных представителей (депутат) |
| Ли, Дэвид Моррис                                                | Соединённые Штаты Америки                  | 20 января 1931   | PhD, профессор, член Академии наук США | —                     | 22 мая 2003      | ОФН              | СОФА               | физика | Корнеллский университет (заведующий лабораторией атомной и твердотельной физики) |
| Ли Пэйлинь                                                      | Китай                                      | май 1955         | | —                     | 15 ноября 2019   | ООН              | СФПСПП             | социология                                                                                                   | |
| Ли Юй (李玉)                                                    | Китай                                      | 30 января 1944   | PhD, профессор | 2005                  | 27 июня 2014     | ОСХН             | СРЗБР              | растениеводство                                                                                              | Цзилиньский сельскохозяйственный университет (президент, 1992—2004) |
| Ли Яньлин (李延龄)                                              | Китай                                      | май 1940         | | —                     | 2011             | ОИФН             | СЯЛ                | русский язык и литература                                                                                    | Цицикарский университет |
| Ливен, Доминик                                                  | Великобритания                             | 19 января 1952   | член Британской академии | —                     | 15 ноября 2019   | ОИФН             | СИ                 | история | |
| Лихацевич, Анатолий Павлович                                    | Беларусь                                   | 21 марта 1947    | д.т. н., профессор, член-корр. НАН Беларуси | 23 мая 1999           | 27 июня 2014     | ОСХН             | СЗМВЛХ             | мелиорация, агрохимия                                                                                        | Белорусский НИИ мелиорации и луговодства (директор) |
| Ло Цзюнь                                                        | Китай                                      | ноябрь 1956      | PhD, профессор, член Китайской академии наук | —                     | 30 мая 2025      | ОФН              | СОФА               | астрономия                                                                                                   | Университет Чжуншань имени Сунь Ятсена |
| Лобанович, Эдуард Францевич                                     | Беларусь                                   | 14 февраля 1949  | к.ф.-м.н. | —                     | 2 июня 2022      | ОНИТ             | СНТ                | наноматериалы                                                                                                | Курчатовский институт (первый заместитель директора, советник президента) |
| Ловас, Ласло                                                    | Венгрия                                    | 9 марта 1948     | канд. наук (математика), профессор, академик Венгерской академии наук                                                                                            | —                     | 25 мая 2006      | ОМН              | СПМИ               | комбинаторная оптимизация, дискретная алгоритмика, теория графов, комбинаторика, случайные блуждания         | Будапештский университет имени Лоранда Этвёша (директор Института математики) |
| Ловкис, Зенон Валентинович                                      | Беларусь                                   | 5 октября 1946   | д.т. н., профессор, академик НАН Беларуси | 2010                  | 27 июня 2014     | ОСХН             | СХПП               | хранение и переработка с/х продукции                                                                         | Научно-практический центр Национальной академии наук Беларуси по продовольствию (генеральный директор) |
| Логинов, Владимир Фёдорович                                     | Беларусь                                   | 8 марта 1940     | д.г.н., профессор, академик НАН Беларуси | —                     | 2 июня 2022      | ОНЗ              | СОФАГ              | климатология                                                                                                 | Институт природопользования НАН Беларуси (главный научный сотрудник Центра климатических исследований) |
| Лоу Мин                                                         | Китай                                      | 15 апреля 1933   | | 27 мая 2007           | 27 июня 2014     | ОСХН             | СЗВ                | животноводство, генетика                                                                                     | Цзянсийский сельскохозяйственный университет |
| Лу Юнлун                                                        | Китай                                      | 15 июля 1964     | PhD, профессор | —                     | 2 июня 2022      | ОНЗ              | СОФАГ              | география | Сямэньский университет (декан Колледжа окружающей среды и экологии) |
| Лу Юнсян                                                        | Китай                                      | 28 апреля 1942   | PhD, профессор, академик АН и АИН Китая | —                     | 25 мая 2006      | ОЭММПУ           | СМех               | инженерная механика, гидроэнергетика                                                                         | Китайская академия наук (президент) |
| Лудден, Джон                                                    | Великобритания                             | 20 мая 1952      | PhD, профессор | —                     | 22 декабря 2011  | ОНЗ              | СГГГГН             | геология, геофизика                                                                                          | British Geological Survey (директор) |
| Луке, Антонио                                                   | Испания                                    | 15 августа 1941  | д-р наук, профессор, академик Королевской инженерной академии Испании                                                                                            | —                     | 22 декабря 2011  | ОЭММПУ           | СЭн                | энергетика                                                                                                   | Политехнический университет Мадрида (основатель и глава Института солнечной энергии) |
| Лю Вэньфэй                                                      | Китай                                      | 27 ноября 1959   | доктор литературы, профессор | —                     | 30 мая 2025      | ОИФН             | СЯЛ                | филология | Столичный педагогический университет |
| Лю Цзиншэн (刘景圣)                                             | Китай                                      | октябрь 1965     | PhD, профессор | —                     | 30 мая 2025      | ОСХН             | СРЗБР              | растениеводство, защита и биотехнология растений                                                             | Цзилиньский сельскохозяйственный университет |
| Люгтенберг, Эгбертус Иоханнес Йозефус                           | Нидерланды                                 | 16 марта 1941    | | 24 мая 1997           | 27 июня 2014     | ОСХН             | СЗМВЛХ             | земледелие                                                                                                   | |
| Магеррамов, Абель Мамедали оглы                                 | Азербайджан                                | 5 января 1950    | д.х.н., профессор, академик НАН Азербайджана | —                     | 28 октября 2016  | ОХНМ             | СХН                | органическая химия                                                                                           | Бакинский государственный университет (ректор) |
| Мадсен, Кнут Бьорг                                              | Дания                                      | 2 июля 1939      | | 26 мая 1999           | 27 июня 2014     | ОСХН             | СХПП               | хранение и переработка с/х продукции                                                                         | |
| Маев, Роман Григорьевич                                         | Канада                                     | 23 мая 1945      | | —                     | 15 ноября 2019   | ОНИТ             | СВЛТСЭБ            | вычислительные системы в ультраакустике                                                                      | |
| Майани, Лучано                                                  | Италия                                     | 16 июля 1941     | PhD, профессор, член Итальянской академии наук | —                     | 25 мая 1999      | ОФН              | СЯФ                | теоретическая физика элементарных частиц                                                                     | Национальный институт ядерной физики (президент), ЦЕРН (генеральный директор) |
| Майо, Оливер                                                    | Австралия                                  | 29 мая 1942      | PhD, профессор | 24 мая 1991           | 27 июня 2014     | ОСХН             | СЗВ                | животноводство                                                                                               | Государственное объединение научных и прикладных исследований (отдел воспроизводства животных) |
| МакАдам, Джим                                                   | Великобритания                             | 24 февраля 1955  | PhD, профессор | 27 мая 2000           | 27 июня 2014     | ОСХН             | СЗВ                | зоотехния | Agri-Food and Biosciences Institute (руководитель отдела пастбищ и растениеводства) |
| Макдональд, Артур Брюс                                          | Канада                                     | 29 августа 1943  | | —                     | 15 ноября 2019   | ОФН              | СЯФ                | ядерная физика                                                                                               | почётный профессор Университета Куинс в Кингстоне |
| Макнатт, Марша Кемпер                                           | Соединённые Штаты Америки                  | 19 февраля 1952  | | —                     | 28 октября 2016  | ОНЗ              | СГГГГН             | геология, геофизика                                                                                          | |
| Мамедов, Ариф Мамед оглы                                        | Азербайджан                                | 29 октября 1941  | д.б.н., профессор | 2004                  | 27 июня 2014     | ОМедН            | СМБН               | физиология                                                                                                   | Национальная академия авиации Азербайджана (заведующий кафедрой авиационной психофизиологии и реабилитации) |
| Мамфорд, Дэвид Брайант                                          | Соединённые Штаты Америки                  | 11 июня 1937     | | —                     | 28 октября 2016  | ОМН              | СМат               | математика                                                                                                   | |
| Мандеа, Миоара                                                  | Румыния · Франция                          | 20 июля 1958     | хаб. д-р наук (геофизика) | —                     | 15 ноября 2019   | ОНЗ              | СГГГГН             | геофизика | Европейский союз наук о Земле (генеральный секретарь, 2012—2016) |
| Манн, Вольф                                                     | Германия                                   |                  | хаб. д-р медицины, профессор | 2002                  | 27 июня 2014     | ОМедН            | СКМ                | оториноларингология                                                                                          | Майнцский университет (заведующий кафедрой оториноларингологии медицинской школы) |
| Массар, Жильбер                                                 | Франция                                    | 31 октября 1959  | хаб. д-р медицины, профессор | 2011                  | 27 июня 2014     | ОМедН            | СКМ                | торакальная хирургия, онкология                                                                              | Страсбургский университет (профессор медицинского факультета, координатор по взаимодействиям с Россией, клинический профессор университетской клиники)                                                                              |
| Матье, Бертран                                                  | Франция                                    | 19 июля 1956     | | —                     | 15 ноября 2019   | ООН              | СФПСПП             | право | |
| Матяшевский, Кристоф                                            | Соединённые Штаты Америки                  | 8 апреля 1950    | хаб. д-р химии, профессор | —                     | 2011             | ОХНМ             | СХН                | химия полимеров                                                                                              | Университет Карнеги — Меллон (профессор естественных наук, глава факультета химии) |
| Меджитов, Руслан Максутович                                     | Соединённые Штаты Америки                  | 12 марта 1966    | | —                     | 28 октября 2016  | ОБН              | СФХБ               | иммунология                                                                                                  | |
| Меерков, Семен Михайлович                                       | Соединённые Штаты Америки                  | 18 октября 1939  | к.т. н., профессор | —                     | 28 октября 2016  | ОНИТ             | СИТА               | информационные технологии в системах управления                                                              | Мичиганский университет (профессор факультета электротехники и информатики) |
| Мезельсон, Мэтью                                                | Соединённые Штаты Америки                  | 24 мая 1930      | PhD, профессор | —                     | 25 мая 1999      | ОБН              | СФХБ               | молекулярная биология                                                                                        | Гарвардский университет (профессор) |
| Мезерв, Ричард                                                  | Соединённые Штаты Америки                  | 20 ноября 1944   | PhD, профессор, член Американской академии искусств и наук | —                     | 22 декабря 2011  | ОНЗ              | СГГГГН             | экогеология                                                                                                  | Институт Карнеги (президент) |
| Меллер, Мартин                                                  | Германия                                   | 28 июня 1951     | хаб. д-р химии, профессор | —                     | 15 ноября 2019   | ОХНМ             | СХН                | химия полимеров                                                                                              | Институт интерактивных материалов Лейбница (научный директор) |
| Мета, Говердхан                                                 | Индия                                      | 26 июня 1943     | PhD, профессор, академик Индийской национальной академии наук | —                     | 25 мая 2006      | ОХНМ             | СХН                | тонкий органический синтез                                                                                   | Индийский научный институт (профессор кафедры органической химии), Международный союз теоретической и прикладной химии (президент), Международный совет по науке (президент), экс-президент Индийской национальной академии наук    |
| Меттлер, Фред А. (младший)                                      | Соединённые Штаты Америки                  | 31 марта 1945    | PhD, профессор | 2004                  | 27 июня 2014     | ОМедН            | СКМ                | радиология                                                                                                   | Университет Нью-Мексико (эмерит-профессор и клинический профессор кафедры радиологии) |
| Мехтиев, Рамиз Энвер оглы                                       | Азербайджан                                | 17 апреля 1938   | д.филос.н., профессор, академик НАН Азербайджана | —                     | 2 июня 2022      | ООН              | СФПСПП             | философия | Национальная академия наук Азербайджана (президент, 2019—2022) |
| Милнор, Джон Уиллард                                            | Соединённые Штаты Америки                  | 20 февраля 1931  | профессор | —                     | 31 марта 1994    | ОМН              | СМат               | алгебраическая топология, дифференциальная геометрия                                                         | Университет штата Нью-Йорк в Стоуни-Брук (засл. профессор математики, содиректор Института математических наук) |
| Милтон, Андерс                                                  | Швеция                                     | 20 октября 1947  | MD | 2004                  | 27 июня 2014     | ОМедН            | СПМ                | организация здравоохранения                                                                                  | Всемирная медицинская ассоциация (президент, 1995—2000), Шведский Красный Крест (президент, 2002—2005) |
| Мириджанян, Мушег Мисакович                                     | Армения                                    | 17 августа 1956  | д.м.н., профессор | —                     | 28 октября 2016  | ОМедН            | СКМ                | хирургия | Ереванский государственный медицинский университет (заведующий кафедрой хирургии), Университетская больница № 1 имени М. Гераци (руководитель хирургической клиники)                                                                |
| Митрович, Драгослав Р.                                          | Франция                                    |                  | MD, DSc | 2000                  | 27 июня 2014     | ОМедН            | СКМ                | ревматология                                                                                                 | Национальный институт здоровья и медицинских исследований (директор по исследованиям) |
| Мкртчян, Левон Никитович                                        | Армения                                    | 8 мая 1938       | д.м.н., профессор | 2000                  | 27 июня 2014     | ОМедН            | СКМ                | онкология, ревматология                                                                                      | Онкологический научный центр МЗ Армении (заведующий лабораторией) |
| Мо Цзихун (莫纪宏)                                              | Китай                                      | 21 мая 1965      | JD, профессор | —                     | 30 мая 2025      | ООН              | СФПСПП             | право | Институт права Академии общественных наук КНР (заместитель директора) |
| Моллер, Осмар Олинто                                            | Бразилия                                   |                  | PhD, профессор | —                     | 30 мая 2025      | ОНЗ              | СОФАГ              | океанология                                                                                                  | Федеральный университет Рио-Гранде (директор Института океанографии) |
| Монбриаль, Тьерри де                                            | Франция                                    | 3 марта 1943     | | —                     | 22 мая 2003      | ОГПМО            | СМО                | теория международных отношений                                                                               | Французский институт международных отношений (генеральный директор) |
| Монтагю, Марк ван (на сайте РАН: Ван Монтагю Марк)              | Бельгия                                    | 10 ноября 1933   | PhD, профессор | 1991                  | 27 июня 2014     | ОСХН             | СРЗБР              | растениеводство                                                                                              | Гентский университет (эмерит-профессор кафедры молекулярной биологии) |
| Мори, Сигэфуми                                                  | Япония                                     | 23 февраля 1951  | | —                     | 28 октября 2016  | ОМН              | СМат               | математика                                                                                                   | |
| Морфилл, Грегор Ойген                                           | Германия                                   | 23 июля 1945     | хаб. д-р наук, профессор | —                     | 1999             | ОЭММПУ           | СМех               | физика низкотемпературной плазмы                                                                             | Институт внеземной физики общества Макса Планка (директор) |
| Моше, Соломон                                                   | Соединённые Штаты Америки                  | 1949             | | —                     | 28 октября 2016  | ОМедН            | СКМ                | клиническая неврология                                                                                       | Медицинский колледж Альберта Эйнштейна |
| Муминов, Талгат Аширович                                        | Казахстан                                  | 20 августа 1953  | д.м.н., профессор, академик НАН Республики Казахстан | 2004                  | 27 июня 2014     | ОМедН            | СКМ                | фтизиатрия                                                                                                   | Казахский национальный медицинский университет имени Асфендиярова (ректор в 1995—2008, профессор кафедры фтизиопульмонологии), НАН Казахстана (член президиума)                                                                     |
| Мумтаз, Ахмед Али Мафиз                                         | Египет                                     | 28 ноября 1933   | | 26 мая 1991           | 27 июня 2014     | ОСХН             | СРЗБР              | растениеводство                                                                                              | Agricultural Research Center (президент, 1987—1991) |
| Муни, Харольд                                                   | Соединённые Штаты Америки                  | 1 июня 1932      | PhD, профессор | —                     | 1999             | ОБН              | СФХБ               | физиология растений                                                                                          | Стэнфордский университет (профессор факультета биологии) |
| Муру, Жерар Альбер                                              | Франция · Соединённые Штаты Америки        | 22 июня 1944     | PhD (физика), профессор, член Национальной инженерной академии США                                                                                               | —                     | 29 мая 2008      | ОФН              | СОФА               | физика сверхсильных лазерных полей                                                                           | Высшая национальная школа передовых технологий (заведующий лабораторией прикладной оптики), Политехническая школа (проф. физики), Мичиганский университет (глава Центра сверхбыстрой оптики)                                        |
| Мюйрсепп, Ильмар Яанович                                        | Эстония                                    | 9 августа 1931   | д. вет. н., профессор | 23 мая 1991           | 27 июня 2014     | ОСХН             | СРЗБР              | молекулярная биология и биотехнология                                                                        | |
| Мюллер, Маркус                                                  | Австрия                                    | 23 августа 1967  | | —                     | 15 ноября 2019   | ОМедН            | СКМ                | клиническая фармакология                                                                                     | Венский медицинский университет (ректор) |
| Набиев, Толиб Набиевич                                          | Таджикистан                                | 10 сентября 1953 | д.с.-х.н, профессор, академик Таджикской академии сельскохозяйственных наук                                                                                      | 25 мая 2007           | 27 июня 2014     | ОСХН             | СРЗБР              | растениеводство                                                                                              | Таджикская академия сельскохозяйственных наук (президент, по 2008), Сельскохозяйственный институт Душанбе (декан факультета агрономии)                                                                                              |
| Накамура, Ёсикадзу                                              | Япония                                     | 16 января 1932   | PhD, профессор | —                     | 1999             | ОИФН             | СЯЛ                | литературоведение, средневековая русская литература                                                          | Женский университет Кёрицу |
| Нийнилуото, Илькка                                              | Финляндия                                  | 12 марта 1946    | | —                     | 28 октября 2016  | ООН              | СФПСПП             | философия | Университет Хельсинки |
| Никиас, Хрисостомос Лоизос Макс                                 | Соединённые Штаты Америки                  | 30 сентября 1952 | | —                     | 28 октября 2016  | ОНИТ             | СИТА               | нанобиомедтехнологии                                                                                         | |
| Николс, Джоханна                                                | Соединённые Штаты Америки                  | 1 января 1945    | PhD (лингвистика), профессор | —                     | 2 июня 2022      | ОИФН             | СЯЛ                | филология | Калифорнийский университет в Беркли (эмерит-профессор славистики) |
| Нобл, Денис                                                     | Великобритания                             | 16 ноября 1936   | PhD, профессор, член Лондонского королевского общества | —                     | 2 июня 2022      | ОФФМ             | СФ                 | физиология                                                                                                   | Оксфордский университет (профессор-эмерит сердечно-сосудистой физиологии) |
| Ноёри, Рёдзи                                                    | Япония                                     | 3 сентября 1938  | PhD, профессор | —                     | 22 мая 2003      | ОХНМ             | СХН                | органическая химия, гомогенный катализ, асимметрический синтез, разработка сред для синтеза, «зеленая химия» | Нагойский университет (профессор химии, глава исследовательского центра наук о материалах) |
| Ноллер, Гарри                                                   | Соединённые Штаты Америки                  | 10 июня 1939     | PhD, профессор, член Национальной академии наук США | —                     | 22 мая 2003      | ОБН              | СФХБ               | молекулярная биология                                                                                        | Калифорнийский университет в Санта-Крузе (профессор биохимии, глава Центра молекулярной биологии РНК) |
| Носбергер, Йозеф                                                | Швейцария                                  | 28 апреля 1935   | PhD, профессор | 26 мая 1995           | 27 июня 2014     | ОСХН             | СРЗБР              | кормопроизводство                                                                                            | Швейцарская высшая техническая школа Цюриха (профессор Института агрономии) |
| Нудлер, Евгений Александрович                                   | Соединённые Штаты Америки                  | 1970             | PhD, профессор | —                     | 28 октября 2016  | ОБН              | СФХБ               | физико-химическая биология                                                                                   | Нью-Йоркский университет (профессор биохимии) |
| Нургазиев, Рысбек Зарылдыкович                                  | Кыргызстан                                 | 7 ноября 1961    | д.вет. н., профессор, академик НАН Киргизской Республики | —                     | 2 июня 2022      | ОСХН             | СЗВ                | ветеринария                                                                                                  | Кыргызский национальный аграрный университет (ректор) |
| О’Брайен, Стефан Джеймс                                         | Соединённые Штаты Америки                  | 30 сентября 1944 | | —                     | 28 октября 2016  | ОБН              | СФХБ               | физико-химическая биология                                                                                   | Санкт-Петербургский государственный университет (главный научный сотрудник) |
| Окада, Тосицугу (岡田 利承)                                     | Япония                                     | 11 марта 1938    | | 23 мая 1997           | 27 июня 2014     | ОСХН             | СРЗБР              | кормопроизводство                                                                                            | |
| Олдер, Хиндрек Мартинович                                       | Эстония                                    | 27 февраля 1938  | д.с.-х.н, профессор | 23 мая 1991           | 27 июня 2014     | ОСХН             | СРЗБР              | кормопроизводство и луговодство                                                                              | |
| Омбаев, Абдирахман Молданазарович                               | Казахстан                                  | 1 января 1949    | д.с.-х.н., профессор | 24 мая 2007           | 27 июня 2014     | ОСХН             | СЗВ                | животноводство                                                                                               | Казахский НИИ каракулеводства (директор) |
| Островский, Юрий Петрович                                       | Беларусь                                   | 6 января 1952    | д.м.н., профессор, академик НАН Беларуси | —                     | 15 ноября 2019   | ОМедН            | СКМ                | кардиохирургия                                                                                               | РНПЦ «Кардиология» (заведующий лабораторией хирургии сердца) |
| Оэме, Петер                                                     | Германия                                   | 5 июня 1937      | хаб. д-р медицины, профессор, академик Берлинско-Бранденбургской академии наук                                                                                   | 1988                  | 27 июня 2014     | ОМедН            | СМБН               | физиология и фармакология стресса                                                                            | Институт молекулярной фармакологии Лейбница |
| Панайотопулос, Георгиос                                         | Греция                                     |                  | | 1993                  | 27 июня 2014     | ОМедН            | СКМ                | онкология | |
| Панца, Джулиано                                                 | Италия                                     | 27 апреля 1945   | PhD (физика), профессор, член Академии деи Линчеи | —                     | 22 мая 2003      | ОНЗ              | СГГГГН             | сейсмология                                                                                                  | Триестский университет (профессор сейсмологии факультета наук о Земле) |
| Парода, Раджендра Сингх                                         | Индия                                      | 28 августа 1942  | PhD, академик Национальной академии сельскохозяйственных наук Индии                                                                                              | 26 мая 2000           | 27 июня 2014     | ОСХН             | СРЗБР              | растениеводство                                                                                              | Национальная академия сельскохозяйственных наук Индии (президент, 1998—2000) |
| Парцингер, Герман                                               | Германия                                   | 12 марта 1959    | | —                     | 28 октября 2016  | ОИФН             | СИ                 | история | |
| Пейн, Дэвид Нил                                                 | Великобритания                             | 13 августа 1944  | профессор, член Лондонского королевского общества и Королевской инженерной академии наук Великобритании                                                          | —                     | 25 мая 2006      | ОНИТ             | СИТА               | оптическое материаловедение, волоконная оптика, оптоэлектроника, лазерные информационные технологии          | Саутгемптонский университет (директор Центра оптоэлектронных исследований) |
| Перукка, Эмилио                                                 | Италия                                     | 21 декабря 1950  | PhD (клиническая фармакология), профессор | —                     | 28 октября 2016  | ОМедН            |                    | клиническая неврология                                                                                       | Павийский университет (профессор фармакологии) |
| Петрунов, Богдан Николов                                        | Болгария                                   | 1 сентября 1936  | д.м.н., профессор, академик Болгарской академии наук | 1995                  | 27 июня 2014     | ОМедН            | СПМ                | аллергология и иммунология                                                                                   | Национальный центр по инфекционным и паразитарным болезням (директор), Болгарская академия наук (заведующий секцией иммунологии и аллергологии)                                                                                     |
| Пиронно, Оливье                                                 | Франция                                    | 24 июля 1945     | профессор, член Французской академии наук | —                     | 22 мая 2003      | ОМН              | СПМИ               | прикладная математика, информатика                                                                           | Университет Пьера и Марии Кюри (заведующий лабораторией им. Жака-Луи Лионса) |
| Плесник, Ян                                                     | Словакия                                   | 23 апреля 1925   | DSc, профессор, академик Словацкой и Чехословацкой академий наук                                                                                                 | 23 мая 1985           | 27 июня 2014     | ОСХН             | СЗВ                | молочное животноводство                                                                                      | Словацкий сельскохозяйственный университет в Нитре |
| Погосян, Геворк Арамович                                        | Армения                                    | 16 ноября 1950   | д.социол.н., профессор, академик НАН Республики Армения | —                     | 2 июня 2022      | ООН              | СФПСПП             | философия | Институт философии, социологии и права НАН РА (научный руководитель) |
| Поклонский, Николай Александрович                               | Беларусь                                   | 14 августа 1949  | д.ф.-м.н., профессор, член-корр. НАН Беларуси | —                     | 2 июня 2022      | ОФН              | СОФА               | физика полупроводников                                                                                       | Белорусский государственный университет (профессор физического факультета) |
| Полани, Джон Чарльз                                             | Канада                                     | 23 января 1929   | PhD, профессор, член Королевского общества Канады | —                     | 1999             | ОХНМ             | СНМ                | физическая химия                                                                                             | Торонтский университет (профессор химического факультета) |
| Полатова, Джамиля Шагайратовна                                  | Узбекистан                                 | 28 июля 1975     | д.м.н., профессор | —                     | 30 мая 2025      | ОФФМ             | СКФ                | клиническая физиология                                                                                       | Республиканский специализированный научно-практический медицинский центр онкологии и радиологии |
| Поляков, Мартин                                                 | Великобритания                             | 16 декабря 1947  | PhD, профессор, член Лондонского королевского общества | —                     | 22 декабря 2011  | ОХНМ             | СХН                | химия | Ноттингемский университет (профессор химии), Лондонское королевское общество (вице-президент) |
| Поттер, Уильям                                                  | Соединённые Штаты Америки                  | 8 июля 1947      | | —                     | 15 ноября 2019   | ОГПМО            | СМО                | международные отношения                                                                                      | |
| Поутанен, Юрий Йормович                                         | Финляндия                                  | 16 июля 1965     | PhD, профессор | —                     | 30 мая 2025      | ОФН              | СОФА               | астрономия                                                                                                   | Университет Турку |
| Пу Мумин                                                        | Китай                                      | 31 октября 1948  | PhD, профессор, член Китайской академии наук | —                     | 30 мая 2025      | ОБН              | СФХБ               | физико-химическая биология                                                                                   | Институт нейронауки КАН |
| Пулатов, Яраш Эргашевич                                         | Таджикистан                                | 25 апреля 1959   | д.с.-х.н., профессор | —                     | 2 июня 2022      | ОСХН             | СЗМВЛХ             | мелиорация, водное и лесное хозяйство                                                                        | Институт водных проблем, гидроэнергетики и экологии (заведующий отделом) |
| Пфайффер, Фридрих                                               | Германия                                   | 22 февраля 1935  | PhD, профессор | —                     | 22 мая 2003      | ОЭММПУ           | СМех               | механика | Мюнхенский технический университет (эмерит-профессор механики) |
| Рабиновиц, Пол                                                  | Соединённые Штаты Америки                  | 15 ноября 1939   | | —                     | 28 октября 2016  | ОМН              | СМат               | математика                                                                                                   | |
| Рагимов, Ильгам Мамедгасан оглы                                 | Азербайджан                                | 14 января 1951   | д.ю.н., профессор | —                     | 2 июня 2022      | ООН              | СФПСПП             | право | |
| Раевский, Клаус                                                 | Германия                                   | 12 ноября 1936   | профессор | —                     | 22 мая 2003      | ОФФМ             | СФМ                | иммунология                                                                                                  | Кёльнский университет (профессор Института генетики), Гарвардский университет (глава Центра исследования крови, ныне Институт иммунных болезней)                                                                                    |
| Райно, Доминик                                                  | Франция                                    | 14 июня 1942     | профессор | —                     | 22 декабря 2011  | ОНЗ              | СОФАГ              | палеоклиматология, гляциология                                                                               | Национальный центр научных исследований (эмерит-директор Лаборатории гляциологии и геофизики окружающей среды) |
| Рантанен, Йорма                                                 | Финляндия                                  | 13 октября 1938  | профессор | 1993                  | 27 июня 2014     | ОМедН            | СПМ                | биохимия, токсикология, медицина труда                                                                       | Финский институт гигиены труда (директор, 1974—2003) |
| Рао, Чинтамани Нагеса Рамачандра                                | Индия                                      | 30 июня 1934     | DSc, профессор, член Индийской национальной академии наук | —                     | 1988             | ОХНМ             | СНМ                | физико-химия и технология неорганических материалов, химия твёрдого тела                                     | Индийский научный институт (директор), Центр передовых научных исследований имени Джавахарлала Неру (президент), Научный консультативный совет при премьер-министре Индии (председатель)                                            |
| Рахимов, Фарход Кодирович                                       | Таджикистан                                | 19 сентября 1968 | д.ф.-м.н., профессор, академик НАН Таджикистана | —                     | 2 июня 2022      | ОНИТ             | СНТ                | нанодиагностика                                                                                              | Национальная академия наук Таджикистана (президент) |
| Регулла, Дитер                                                  | Германия                                   | 14 февраля 1939  | PhD, профессор | 1999                  | 27 июня 2014     | ОМедН            | СКМ                | радиология                                                                                                   | Центр Гельмгольца в Мюнхене (глава группы медицинской физики) |
| Рейвен, Питер                                                   | Соединённые Штаты Америки                  | 13 июня 1936     | PhD, профессор | —                     | 1988             | ОБН              | СОБ                | ботаника | Ботанический сад Миссури (директор) |
| Ривжа, Байба Арвидовна                                          | Латвия                                     | 1 декабря 1949   | д.э.н., профессор, член Латвийской академии наук | 27 мая 1991           | 27 июня 2014     | ОСХН             | СЭЗОСРС            | экономика сельского хозяйства, организация производства                                                      | Латвийский сельскохозяйственный университет (профессор кафедры экономики и регионального развития) |
| Риенмюллер, Райнер                                              | Австрия                                    | 27 декабря 1942  | MD, PhD, профессор | 2005                  | 27 июня 2014     | ОМедН            | СКМ                | рентгенология                                                                                                | Медицинский университет Граца (глава отделения диагностической рентгенологии), Сеченовский университет (профессор кафедры лучевой диагностики и терапии)                                                                            |
| Ризотто, Джиан Гвидо                                            | Италия                                     | 28 апреля 1945   | | —                     | 1999             | ОЭММПУ           | СМех               | микромеханика                                                                                                | Softcomputing Development Project, STMicroelectronics |
| Рис, Мартин Джон                                                | Великобритания                             | 23 июня 1942     | PhD, профессор, член Лондонского королевского общества и Британского королевского астрономического общества                                                      | —                     | 31 марта 1994    | ОФН              | СОФА               | теоретическая астрофизика, космология                                                                        | Кембриджский университет (директор Института астрономии), Британское королевское астрономическое общество (президент) |
| Ритчи, Роберт                                                   | Соединённые Штаты Америки                  | 2 января 1948    | DSc, профессор | —                     | 22 декабря 2011  | ОЭММПУ           | СМех               | механика | Калифорнийский университет в Беркли (заведующий кафедрой наук о материалах и инженерии) |
| Роески, Херберт Вальтер                                         | Германия                                   | 6 ноября 1935    | PhD, профессор, академик Гёттингенской академии наук и Германской академии «Леопольдина»                                                                         | —                     | 1999             | ОХНМ             | СНМ                | неорганическая химия                                                                                         | Гёттингенский университет (директор Института неорганической химии) |
| Ротфельд, Адам Даниэль                                          | Польша                                     | 4 марта 1938     | д.юр.н., профессор | —                     | 22 декабря 2011  | ОГПМО            | СМО                | международные отношения и дипломатия                                                                         | Польский институт международных отношений, бывший министр иностранных дел Польши (2005) |
| Рош, Поль                                                       | Соединённые Штаты Америки                  |                  | MD, PhD | 1999                  | 27 июня 2014     | ОМедН            | СМБН               | психонейроиммунология                                                                                        | Национальный институт онкологии |
| Руббиа (Руббия), Карло                                          | Италия                                     | 31 марта 1934    | PhD, профессор | —                     | 1988             | ОФН              | СОФА               | физика высоких энергий, теория квантового поля, ускорители                                                   | Гарвардский университет (профессор физики), Европейская организация по ядерным исследованиям |
| Дугэр Рэгдэл                                                    | Монголия                                   | 30 июля 1951     | д.х.н, профессор, член Монгольской академии наук | —                     | 2 июня 2022      | ОБН              | СФХБ               | биохимия | Монгольская академия наук (президент) |
| Рыбалко, Валентин Павлович                                      | Украина                                    | 8 октября 1936   | д.с.-х.н., профессор, академик НААН Украины | 24 мая 2003           | 27 июня 2014     | ОСХН             | СЗВ                | свиноводство                                                                                                 | Институт свиноводства им. А. В. Квасницкого Национальной академии аграрных наук Украины (директор) |
| Саблук, Пётр Трофимович                                         | Украина                                    | 22 июня 1941     | д.э.н., профессор, академик НААН Украины | 24 мая 2003           | 27 июня 2014     | ОСХН             | СЭЗОСРС            | экономика сельского хозяйства                                                                                | Национальный научный центр «Институт аграрной экономики» НААН Украины (директор) |
| Сагян, Ашот Серобович                                           | Армения                                    | 7 апреля 1957    | д.х.н, профессор, академик НАН Республики Армения | —                     | 2 июня 2022      | ОХНМ             | СХН                | биоорганическая химия                                                                                        | Национальная академия наук Республики Армения (президент) |
| Саидов, Акмал Холматович                                        | Узбекистан                                 | 11 октября 1958  | д.ю.н., профессор, академик АН Республики Узбекистан | —                     | 30 мая 2025      | ООН              | СФПСПП             | право | Законодательная палата Олий Мажлиса Республики Узбекистан (первый заместитель спикера) |
| Сайко, Виктор Фёдорович                                         | Украина                                    | 7 марта 1936     | д.с.-х.н., профессор, член-корр. ВАСХНИЛ (1988) | 24 мая 1988           | 27 июня 2014     | ОСХН             | СЗМВЛХ             | общее земледелие                                                                                             | Институт земледелия НААН Украины (директор) |
| Самии, Маджид                                                   | Иран · Германия                            | 19 июня 1937     | MD, профессор |                       | 27 июня 2014     | ОМедН            | СКМ                | нейрохирургия                                                                                                | Институт нейробиологии Университета им. Отто фон Герике (основатель и президент) |
| Сапир, Жак                                                      | Франция                                    | 24 марта 1954    | | —                     | 28 октября 2016  | ООН              | СЭк                | экономика | |
| Сарвазян, Армен Паруйрович                                      | Соединённые Штаты Америки                  | 2 июля 1939      | д.ф.-м.н., профессор | —                     | 2 июня 2022      | ОФН              | СОФА               | физическая акустика                                                                                          | Artann Laboratories Inc. (сооснователь, главный научный сотрудник) |
| Сатыбалдин, Азимхан Абилкаирович                                | Казахстан                                  | 12 октября 1959  | д.э.н., профессор, член-корр. Академии сельскохозяйственных наук и академик Национальной академии наук Казахстана                                                | 25 мая 1997           | 27 июня 2014     | ОСХН             | СЭЗОСРС            | экономика | Национальная академия наук Казахстана (вице-президент по аграрным наукам) |
| Се Сяньдэ                                                       | Китай                                      | 14 октября 1934  | Институт геохимии Академии наук КНР, в 1985—1988 — директор этого института. В 1999—1997 годах был Председателем Отделения Академии наук КНР в провинции Гуандун | —                     | 31 марта 1994    | ОНЗ              | СГГГГН             | минералогия                                                                                                  | Институт геохимии АН КНР, Академия наук КНР (глава отделения академии в провинции Гуандун) |
| Сергиенко, Иван Васильевич                                      | Украина                                    | 13 августа 1936  | д.ф.-м.н., профессор, академик НАН Украины | —                     | 22 декабря 2011  | ОМН              | СПМИ               | прикладная математика, информатика                                                                           | Институт кибернетики им. В. М. Глушкова НАН Украины (директор), НАН Украины (советник президиума) |
| Сердюк, Андрей Михайлович                                       | Украина                                    | 24 декабря 1938  | д.м.н., профессор, академик НАМН Украины |                       | 27 июня 2014     | ОМедН            | СПМ                | медицинская экология, гигиена, социальная медицина                                                           | Национальная академия медицинских наук Украины (президент), Институт гигиены и медицинской экологии (директор) |
| Серр, Жан-Пьер                                                  | Франция                                    | 15 сентября 1926 | PhD, профессор, член Французской академии наук | —                     | 22 мая 2003      | ОМН              | СМат               | математика                                                                                                   | Коллеж де Франс (эмерит-профессор) |
| Сиддиков, Равшанбек Иномжонович                                 | Узбекистан                                 | 7 апреля 1952    | д.с.-х.н. | 21 февраля 2012       | 27 июня 2014     | ОСХН             | СРЗБР              | | НИИ зерна и зернобобовых культур |
| Син Гуанчэн                                                     | Китай                                      | октябрь 1961     | JD, профессор | —                     | 30 мая 2025      | ОГПМО            | СМО                | международные отношения                                                                                      | Институт по изучению пограничных проблем Китая Академии общественных наук КНР |
| Скалли, Марлан Орвил                                            | Соединённые Штаты Америки                  | 3 августа 1939   | | —                     | 28 октября 2016  | ОФН              | СОФА               | физика | |
| Сколник, Морис                                                  | Великобритания                             | 12 апреля 1951   | профессор, член Лондонского Королевского общества | —                     | 22 декабря 2011  | ОФН              | СОФА               | | Шеффилдский университет (профессор) |
| Скотт, Дэвис                                                    | Соединённые Штаты Америки                  |                  | PhD (эпидемиология), профессор | 2004                  | 27 июня 2014     | ОМедН            | СКМ                | радиационная эпидемиология                                                                                   | Онкологический исследовательский центр Фреда Хатчинсона |
| Снежицкий, Виктор Александрович                                 | Беларусь                                   | 22 октября 1959  | д.м.н., профессор, член-корр. НАН Беларуси | —                     | 2 июня 2022      | ОМедН            | СКМ                | кардиология                                                                                                  | Гродненский государственный медицинский университет (профессор 1-й кафедры внутренних болезней) |
| Соваж, Жан-Пьер                                                 | Франция                                    | 21 октября 1944  | | —                     | 28 октября 2016  | ОХНМ             | СХН                | химия | |
| Содномсамбуу Дэмбэрэл                                           | Монголия                                   | 1959             | д.г.-м.н., член Монгольской академии наук | —                     | 30 мая 2025      | ОНИТ             | СИТА               | информационные технологии и автоматизация                                                                    | Монгольская академия наук (президент) |
| Соржелос, Патрик                                                | Бельгия                                    | 13 августа 1948  | | 23 мая 1991           | 27 июня 2014     | ОСХН             | СЗВ                | рыбоводство                                                                                                  | директор лаборатории аквакультуры и артемии Исследовательского центра по изучению артемии при Гентском университете, Бельгия |
| Станойкович, Татьяна                                            | Сербия                                     | 26 июня 1966     | PhD (молекулярная биология), профессор | —                     | 2 июня 2022      | ОМедН            | СКМ                | онкология | Институт онкологии и радиологии Сербии (заведующая отделением экспериментальной онкологии) |
| Стегний, Борис Тимофеевич                                       | Украина                                    | 9 августа 1951   | д.вет. н., профессор, академик НААН Украины | 21 февраля 2012       | 27 июня 2014     | ОСХН             | СЗВ                | ветеринарная медицина                                                                                        | Институт экстремальной и клинической ветеринарной медицины (директор и главврач) |
| Стенсет, Нильс Христиан                                         | Норвегия                                   | 29 июля 1949     | | —                     | 28 октября 2016  | ОБН              | СОБ                | общая биология                                                                                               | |
| Стенфло, Леннарт                                                | Швеция                                     | 27 ноября 1939   | PhD, профессор, член Королевской Шведской академии наук | —                     | 25 мая 2006      | ОЭММПУ           | СЭн                | энергетика, магнито- и теплофизика, газодинамика, динамика и физика плазмы                                   | Университет Умео (профессор физики) |
| Стиглиц, Джозеф                                                 | Соединённые Штаты Америки                  | 9 февраля 1943   | PhD, профессор | —                     | 22 мая 2003      | ООН              | СЭк                | экономика информации                                                                                         | Колумбийский университет (профессор мировой экономики) |
| Столен, Роджер                                                  | Соединённые Штаты Америки                  | 18 сентября 1937 | PhD, профессор, член Национальной академии инженерных наук США                                                                                                   | —                     | 29 мая 2008      | ОХНМ             | СНМ                | материалы нелинейной волоконной оптики, волоконные световоды                                                 | Клемсонский университет (профессор факультета наук о материалах и инженерии) |
| Стоунбрейкер, Майкл                                             | Соединённые Штаты Америки                  | 11 октября 1943  | PhD, профессор | —                     | 22 декабря 2011  | ОНИТ             | СИТА               | системы баз данных                                                                                           | Массачусетский технологический институт (профессор информатики) |
| Стрикис, Волдемар                                               | Латвия                                     | 24 февраля 1936  | к.э.н., профессор | 23 мая 1997           | 27 июня 2014     | ОСХН             | СЭЗОСРС            | экономика сельского хозяйства                                                                                | Латвийский сельскохозяйственный университет (ректор, 1992—2001) |
| Стрэнг, Гилберт                                                 | Соединённые Штаты Америки                  | 27 ноября 1934   | PhD, профессор | —                     | 15 ноября 2019   | ОМН              | СПМИ               | прикладная математика                                                                                        | Массачусетский технологический институт |
| Суало, Марион Джозеф                                            | Соединённые Штаты Америки                  | 27 июня 1944     | PhD, профессор | —                     | 28 октября 2016  | ОФН              | СОФА               | физика | Университет Центральной Флориды (профессор-эмерит оптики и фотоники) |
| Судзуки, Ацуто                                                  | Япония                                     | 3 октября 1946   | PhD, профессор | —                     | 22 декабря 2011  | ОФН              | СЯФ                | ядерная физика                                                                                               | Организация по изучению высокоэнергетических ускорителей / KEK (генеральный директор) |
| Сун Сяо Вэй (孙小卫)                                            | Китай                                      |                  | PhD, профессор | —                     | 30 мая 2025      | ОНИТ             | СНТ                | нанотехнологии                                                                                               | Южный научно-технологический университет |
| Сун Цзянь                                                       | Китай                                      | 29 декабря 1931  | канд. наук (кибернетика), профессор, академик Китайской академии наук и Академии инженерных наук Китая                                                           | —                     | 31 марта 1994    | ОНИТ             | СИТА               | кибернетика, системы управления в космонавтике                                                               | Государственный совет КНР (член Совета, глава Госкомитета КНР по науке и технике) |
| Сурай, Питер                                                    | Великобритания                             | 18 февраля 1956  | д.б.н., профессор | 26 мая 2010           | 27 июня 2014     | ОСХН             | СЗВ                | зоотехния | Feed-Food Ltd. (технический директор), ранее профессор Шотландского сельскохозяйственного колледжа |
| Сюй Ли Да                                                       | Соединённые Штаты Америки                  | 17 марта 1954    | PhD, профессор | —                     | 2 июня 2022      | ОНИТ             | СИТА               | информационные технологии и автоматизация                                                                    | Университет Олд Доминион (профессор) |
| Тадзима, Тосики                                                 | Япония                                     | 18 января 1948   | PhD, профессор | —                     | 28 октября 2016  | ОФН              | СОФА               | физика плазмы                                                                                                | Технологический институт Шибаура (профессор) |
| Тендлер, Михаил Борисович                                       | Швеция                                     | 28 августа 1947  | PhD, профессор, академик Шведской академии наук | —                     | 25 мая 2004      | ОЭММПУ           | СЭн                | энергетика                                                                                                   | Королевский технологический институт (эмерит-профессор факультета электрической инженерии) |
| Терзич, Славенко                                                | Сербия                                     | 14 марта 1949    | DSc (история), профессор, член Сербской академии наук и искусств                                                                                                 | —                     | 2 июня 2022      | ОИФН             | СИ                 | история | Исторический институт Белграда (научный руководитель) |
| Тинг, Сэмюэл                                                    | Соединённые Штаты Америки                  | 27 января 1936   | PhD, профессор, член Национальной академии наук США, иностранный академик Китайской академии наук                                                                | —                     | 1988             | ОФН              | СЯФ                | экспериментальная физика элементарных частиц, квантовая электродинамика, ускорительная техника               | Массачусетский технологический институт, ЦЕРН |
| Томассон, Торнстейн                                             | Исландия                                   | 17 июля 1945     | | 23 мая 1997           | 27 июня 2014     | ОСХН             | СРЗБР              | кормопроизводство                                                                                            | |
| Томпсон, Пол Мэтью                                              | Соединённые Штаты Америки                  | 13 июня 1971     | PhD, профессор | —                     | 30 мая 2025      | ОФФМ             | СФ                 | физиология                                                                                                   | Университет Южной Калифорнии |
| Торн, Кип Стивен                                                | Соединённые Штаты Америки                  | 1 июня 1940      | PhD, профессор, член Американской академии искусств и наук и Национальной академии наук США                                                                      | —                     | 1999             | ОФН              | СОФА               | астрономия, теория гравитации                                                                                | Калифорнийский технологический институт |
| Торрес Ирибар, Вильфредо                                        | Куба                                       | 19 июня 1933     | MD, PhD, профессор, член Кубинской академии наук | —                     | 24 сентября 1982 | ОФФМ             | СФ                 | гематология                                                                                                  | Гаванский университет (проректор), Больница имени братьев Амехейрас (профессор-консультант) |
| Торрес Себада, Томас                                            | Испания                                    | 21 сентября 1951 | PhD, профессор | —                     | 30 мая 2025      | ОХНМ             | СНМ                | функциональные материалы                                                                                     | Мадридский автономный университет |
| Трибель, Ханс                                                   | Германия                                   | 7 февраля 1936   | | —                     | 15 ноября 2019   | ОМН              | СМат               | математика                                                                                                   | Йенский университет |
| Трюмпер, Иоахим                                                 | Германия                                   | 27 мая 1933      | DSc, профессор | —                     | 22 мая 2003      | ОФН              | СОФА               | астрофизика                                                                                                  | Институт внеземной физики общества Макса Планка (эмерит-профессор, экс-директор) |
| Туймебаев, Жансеит Кансеитович                                  | Казахстан                                  | 8 июля 1958      | д.ф.н., профессор | —                     | 30 мая 2025      | ОИФН             | СЯЛ                | филология | Казахский национальный университет (ректор) |
| Тьяу Ван Минь                                                   | Вьетнам                                    | 11 февраля 1961  | член Вьетнамской академии наук и технологий | —                     | 30 мая 2025      | ОБН              | СФХБ               | биоорганическая химия                                                                                        | Вьетнамская академия наук и технологий (президент) |
| У Вэйжэнь                                                       | Китай                                      | октябрь 1953     | PhD, профессор, член Китайской инженерной академии | —                     | 30 мая 2025      | ОФН              | СОФА               | астрономия                                                                                                   | Лунная программа Китая (генеральный конструктор) |
| Уайли, Питер Джон                                               | Соединённые Штаты Америки                  | 8 февраля 1930   | PhD, профессор, член Национальной академии наук США | —                     | 1988             | ОНЗ              | СГГГГН             | экспериментальная минералогия, механизм физико-химических процессов, петрология                              | Калифорнийский технологический институт (профессор геологии) |
| Уилкинс, Роджер                                                 | Великобритания                             | 12 апреля 1940   | | 24 мая 1995           | 27 июня 2014     | ОСХН             | СРЗБР              | кормопроизводство                                                                                            | |
| Уиттен, Максвелл                                                | Австралия                                  | 29 марта 1940    | PhD, профессор, член Австралийской академии наук | 24 мая 1991           | 27 июня 2014     | ОСХН             | СРЗБР              | защита растений                                                                                              | Государственное объединение научных и прикладных исследований (глава департамента энтомологии) |
| Уоллес, Джон Майкл                                              | Соединённые Штаты Америки                  | 28 октября 1940  | PhD, профессор, член Национальной академии наук США | —                     | 1999             | ОНЗ              | СОФАГ              | физика атмосферы                                                                                             | Вашингтонский университет (профессор наук об атмосфере, директор Объединённого института исследования атмосферы и океана) |
| Уотсон, Джеймс Дьюи                                             | Соединённые Штаты Америки                  | 6 апреля 1928    | PhD, профессор, член Академии искусств и наук и Национальной академии наук США                                                                                   | —                     | 1988             | ОБН              | СФХБ               | молекулярная биология, структура ДНК                                                                         | Лаборатория в Колд-Спринг-Харбор (директор, 1968—2007) |
| Уразалиев, Рахим Алмабекович                                    | Казахстан                                  | 8 декабря 1935   | д.б.н., профессор, академик Казахской академии сельскохозяйственных наук                                                                                         | 26 мая 1999           | 27 июня 2014     | ОСХН             | СРЗБР              | растениеводство                                                                                              | АСХН Казахстана (вице-президент в 1991—1995), Казахский НИИ земледелия им. В. Р. Вильямса (директор, заведующий отделом зерновых культур)                                                                                           |
| Устюн, Халук                                                    | Турция                                     | 9 июля 1958      | PhD, профессор | 25 мая 2005           | 27 июня 2014     | ОСХН             | СЗМВЛХ             | земледелие                                                                                                   | Институт водо- и землепользования Анкары (директор, 2002—2007) |
| Уэда, Кэнъити                                                   | Япония                                     | 22 октября 1946  | PhD, профессор | —                     | 28 октября 2016  | ОФН              | СОФА               | лазерная физика                                                                                              | Университет электрокоммуникаций (профессор-эмерит) |
| Фаулер, Кэрри                                                   | Соединённые Штаты Америки                  | 24 декабря 1949  | PhD (социология), профессор | 21 февраля 2012       | 27 июня 2014     | ОСХН             | СРЗБР              | биоразнообразие                                                                                              | Global Crop Diversity Trust (генеральный директор, 2005—2012) |
| Фахри, Мухамед Богдади Шуш                                      | Египет                                     | 12 сентября 1942 | | 26 мая 1995           | 27 июня 2014     | ОСХН             | СЭЗОСРС            | экономика | |
| Фейгин, Валерий Львович                                         | Новая Зеландия                             | 10 марта 1954    | д.м.н., профессор | —                     | 15 ноября 2019   | ОМедН            | СКМ                | неврология                                                                                                   | Оклендский технологический университет (директор Национального института инсульта и прикладных нейронаук) |
| Фелпс, Эдмунд                                                   | Соединённые Штаты Америки                  | 26 июля 1933     | PhD (экономика), профессор, член Национальной академии наук США                                                                                                  | —                     | 22 декабря 2011  | ООН              | СЭк                | | Колумбийский университет (директор центра по изучению капитализма и общества и профессор факультета экономики) |
| Феррара, Серджо                                                 | Италия                                     | 2 мая 1945       | | —                     | 28 октября 2016  | ОФН              | СЯФ                | ядерная физика                                                                                               | |
| Ферреро, Альдо                                                  | Италия                                     | 15 августа 1948  | д-р наук[уточнить], профессор | 24 мая 2007           | 27 июня 2014     | ОСХН             | СРЗБР              | растениеводство                                                                                              | Туринский университет (профессор кафедры агрономии, лесо- и землепользования) |
| Фидлер, Клаус                                                   | Германия                                   | 7 сентября 1951  | хаб. д-р психологии, профессор, член акад. «Леопольдина» | 1999                  | 27 июня 2014     | ОМедН            | СКМ                | | Гейдельбергский университет (профессор социальной психологии) |
| Фишер, Марк                                                     | Соединённые Штаты Америки                  | 24 сентября 1948 | MD, профессор | —                     | 28 октября 2016  | ОМедН            | СКМ                | клиническая неврология                                                                                       | Калифорнийский университет в Ирвайне |
| Форхель, Альфред                                                | Германия                                   | 13 августа 1952  | | —                     | 28 октября 2016  | ОФН              | СОФА               | физика | |
| Фрик, Ян                                                        | Швеция                                     | 7 июня 1950      | | 24 мая 1995           | 27 июня 2014     | ОСХН             | СЗМВЛХ             | лесное хозяйство                                                                                             | |
| Хабермас, Юрген                                                 | Германия                                   | 18 июня 1929     | хаб. д-р социологии, профессор, действ. член Немецкой академии языка и поэзии                                                                                    | —                     | 31 марта 1994    | ООН              | СФПСПП             | социальная философия, философия права и нравственности                                                       | |
| Хаверих, Аксель                                                 | Германия                                   | 9 марта 1953     | | —                     | 15 ноября 2019   | ОМедН            | СКМ                | кардиоторакальная хирургия                                                                                   | |
| Хан, Хельмут                                                    | Германия                                   | 2 марта 1937     | | 2011                  | 27 июня 2014     | ОМедН            | СПМ                | микробиология                                                                                                | Свободный университет Берлина (эмерит-профессор) |
| Ханджалич, Кемаль                                               | Нидерланды · Босния и Герцеговина          | 30 ноября 1939   | DSc, профессор, член Академии наук и искусств Боснии и Герцеговины                                                                                               | —                     | 15 ноября 2019   | ОЭММПУ           | СПМПУ              | машиностроение                                                                                               | Делфтский технический университет |
| Ханник, Кристиан                                                | [ 43 ]                                     | 3 сентября 1944  | хаб. д-р наук, профессор | —                     | 15 ноября 2019   | ОИФН             | СЯЛ                | филология | Вюрцбургский университет |
| Хань Тяньфу (韩天富)                                            | Китай                                      | апрель 1963      | PhD, профессор | —                     | 30 мая 2025      | ОСХН             | СРЗБР              | растениеводство, защита и биотехнология растений                                                             | Институт растениеводства Китайской академии сельскохозяйственных наук |
| Хардон, Яп                                                      | Нидерланды                                 | 23 мая 1934      | PhD (генетика растений) | 23 мая 1991           | 27 июня 2014     | ОСХН             | СРЗБР              | растениеводство                                                                                              | директор Центра генетических ресурсов, Нидерланды |
| Хауэлл, Джон Рид                                                | Соединённые Штаты Америки                  | 13 июня 1936     | PhD, профессор | —                     | 1999             | ОЭММПУ           | СЭн                | теплофизика                                                                                                  | Техасский университет в Остине (заведующий кафедрой инженерной механики в 1986—1990, зам. декана факультета инженерии по 1999) |
| Хаят, Давид                                                     | Франция                                    | 27 августа 1956  | MD, PhD, профессор | —                     | 22 декабря 2011  | ОФФМ             | СФ                 | онкофармакология, онкоиммунология                                                                            | Университет Пьера и Марии Кюри |
| Хейзен, Роберт Миллер                                           | Соединённые Штаты Америки                  | 1 ноября 1948    | | —                     | 15 ноября 2019   | ОНЗ              | СГГГГН             | геохимия, минералогия                                                                                        | |
| Хекер, Зигфрид                                                  | Соединённые Штаты Америки                  | 2 октября 1943   | PhD, профессор, член Академии инженерных наук и Академии искусств и наук США                                                                                     | —                     | 22 мая 2003      | ОХНМ             | СНМ                | науки о материалах                                                                                           | Лос-Аламосская национальная лаборатория (директор в 1986—1997, с.н.с. по 2005) |
| Хиронака, Хэйсукэ                                               | Япония · Соединённые Штаты Америки         | 9 апреля 1931    | PhD, профессор, Японской академии и Американской академии искусств и наук                                                                                        | —                     | 31 марта 1994    | ОМН              | СМат               | алгебраическая геометрия, многомерный комплексный анализ                                                     | Гарвардский университет (эмерит-профессор математики) |
| Хирш, Питер                                                     | Великобритания                             | 16 января 1925   | профессор, член Лондонского королевского общества | —                     | 25 мая 2006      | ОФН              | СОФА               | электронная микроскопия, дислокации в кристаллах                                                             | Оксфордский университет (эмерит-профессор факультета наук о материалах) |
| Хове, Кнут                                                      | Норвегия                                   | 21 февраля 1946  | PhD, профессор | 26 мая 1995           | 27 июня 2014     | ОСХН             | СЗВ                | зоотехния, ветеринария                                                                                       | Норвежский университет наук о жизни (профессор кафедры зоотехнии и сельскохозяйственных наук) |
| Холодный, Андрей Игоревич                                       | Соединённые Штаты Америки                  | 21 января 1955   | MD, профессор | —                     | 15 ноября 2019   | ОМедН            | СКМ                | нейрорентгенология                                                                                           | Мемориальный онкологический центр имени Слоуна — Кеттеринга (заведующий отделением нейрорадиологии) |
| ’т Хоофт, Герардус                                              | Нидерланды                                 | 5 июля 1946      | PhD (теоретическая физика), профессор, член Нидерландской королевской академии наук                                                                              | —                     | 15 ноября 2019   | ОФН              | СЯФ                | ядерная физика                                                                                               | Утрехтский университет (профессор теоретической физики) |
| Хорабик, Йозеф                                                  | Польша                                     | 27 февраля 1953  | хаб. д-р с.-х. наук, профессор, академик Польской академии наук                                                                                                  | 21 февраля 2012       | 27 июня 2014     | ОСХН             | СЗМВЛХ             | агрофизика                                                                                                   | Институт агрофизики им. Богдана Добржанского ПАН (директор) |
| Хорбаньчук, Ярослав Олаф                                        | Польша                                     | 27 января 1965   | хаб. д-р наук, профессор | 26 мая 2010           | 27 июня 2014     | ОСХН             | СЗВ                | зоотехния | Институт генетики и животноводства ПАН (директор) |
| Хоторн, Франк Кристофер                                         | Канада                                     | 8 января 1946    | PhD, профессор, член Академии наук Канады | —                     | 25 мая 2006      | ОНЗ              | СГГГГН             | минералогия                                                                                                  | Университет Манитобы (заслуженный профессор и заведующий кафедрой кристаллографии и минералогии геологического факультета) |
| Хоффман (Хофман), Роалд                                         | Соединённые Штаты Америки                  | 18 июля 1937     | PhD, профессор | —                     | 25 мая 1988      | ОХНМ             | СНМ                | физическая химия, химические реакции, квантовая и теоретическая химия                                        | Корнеллский университет (профессор кафедры химии и химической биологии) |
| Хоффманн, Жюль                                                  | Франция                                    | 2 августа 1941   | PhD, профессор, член Французской академии наук | —                     | 25 мая 2006      | ОФФМ             |                    | иммунология                                                                                                  | Национальный центр научных исследований (член управляющего совета), Французская академия наук (вице-президент) |
| Хричак, Хедвиг                                                  | Хорватия · Соединённые Штаты Америки       | 23 сентября 1946 | MD, PhD, профессор |                       | 27 июня 2014     | ОМедН            | СКМ                | радиология                                                                                                   | Мемориальный онкологический центр имени Слоуна — Кеттеринга (заведующий отделением радиологии), Корнеллский университет (профессор радиологии мед. колледжа)                                                                        |
| Хуан Вэй (黄维)                                                 | Китай                                      | май 1963         | PhD, профессор, член Китайской академии наук | —                     | 28 октября 2016  | ОХНМ             | СНМ                | материалы для молекулярной электроники                                                                       | Северо-западный политехнический университет |
| Хуан Лушэн                                                      | Китай                                      | 24 декабря 1964  | д.б.н., профессор, член Китайской академии наук | —                     | 2 июня 2022      | ОСХН             | СЗВ                | зоотехния | Цзянсийский сельскохозяйственный университет (президент) |
| Хубер, Гюнтер                                                   | Германия                                   | 1947             | PhD (физика), профессор | —                     | 28 октября 2016  | ОФН              | СОФА               | физика | Гамбургский университет (эмерит-профессор института лазерной физики) |
| Хуман, Делон                                                    | Южно-Африканская Республика · Франция      | июнь 1962        | MD, MBA | 2004                  | 27 июня 2014     | ОМедН            | СПМ                | международное здравоохранение                                                                                | Всемирная медицинская ассоциация (генеральный секретарь, 1997—2004) |
| Хэ Сяньту (贺贤土)                                              | Китай                                      | 28 сентября 1937 | | —                     | 15 ноября 2019   | ОЭММПУ           | СЭн                | энергетика                                                                                                   | |
| Хэд, Джеймс Уильям                                              | Соединённые Штаты Америки                  | 4 августа 1941   | | —                     | 28 октября 2016  | ОНЗ              | СГГГГН             | геохимия, космохимия                                                                                         | |
| Цайлингер, Антон                                                | Австрия                                    | 20 мая 1945      | хаб. д-р наук, профессор, член Австрийской академии наук | —                     | 28 октября 2016  | ОФН              | СОФА               | физика | Австрийская академия наук (президент, 2013—2022) |
| Цао Цзиндэ                                                      | Китай                                      | 8 ноября 1963    | PhD (прикладная математика), профессор | —                     | 2 июня 2022      | ОЭММПУ           | СПМПУ              | нанодиагностика                                                                                              | Юго-Восточный университет (декан математического факультета) |
| Цао Чжэнь                                                       | Китай                                      | сентябрь 1962    | PhD, профессор, член Китайской академии наук | —                     | 30 мая 2025      | ОФН              | СОФА               | астрофизика                                                                                                  | Институт физики высоких энергий КАН |
| Цацакис, Аристидис Михаил                                       | Греция                                     | июль 1957        | д.б.н., профессор | —                     | 28 октября 2016  | ОМедН            |                    | токсикология                                                                                                 | Федерация европейских токсикологов и европейских обществ токсикологии (президент) |
| Цедев Дамбын                                                    | Монголия                                   | 31 декабря 1942  | д.с.-х.н. | 24 мая 1997           | 27 июня 2014     | ОСХН             | СЗМВЛХ             | земледелие                                                                                                   | |
| Цзинь Чжицзюнь                                                  | Китай                                      | 29 сентября 1957 | д.г.-м.н., профессор, член Китайской академии наук | —                     | 2 июня 2022      | ОНЗ              | СГГГГН             | геология, геофизика нефти и газа                                                                             | Пекинский университет (декан Института энергетических исследований) |
| Цзэн Цинцунь                                                    | Китай                                      | 4 мая 1935       | к.ф.-м.н., профессор, член Китайской академии наук | —                     | 31 марта 1994    | ОНЗ              | СОФАГ              | численные методы прогноза погоды, гидрометеорология                                                          | Институт физики атмосферы (директор) |
| Цзян Тун (姜彤)                                                 | Китай                                      | август 1962      | д-р естеств. наук, профессор | —                     | 30 мая 2025      | ОНЗ              | СОФАГ              | география | Нанкинский университет информационных наук и технологий |
| Цинкернагель, Рольф                                             | Швейцария                                  | 6 января 1944    | MD, PhD, профессор | —                     | 22 мая 2003      | ОФФМ             | СФМ                | иммунология                                                                                                  | Цюрихский университет (директор Института экспериментальной иммунологии) |
| Цыганов, Александр Риммович                                     | Беларусь                                   | 15 ноября 1953   | д.с.-х.н., профессор, академик НАН Беларуси | 25 мая 2007           | 27 июня 2014     | ОСХН             | СЭЗОСРС СЗМВЛХ     | земледелие                                                                                                   | Белорусская сельскохозяйственная академия (ректор, 1995—2007) |
| Чан Динь Лонг                                                   | Вьетнам                                    | 3 февраля 1938   | д-р наук[уточнить], профессор | 24 мая 1993           | 27 июня 2014     | ОСХН             | СРЗБР              | генетика, селекция                                                                                           | |
| Червенак, Фрэнсис Энтони                                        | Соединённые Штаты Америки                  | 1953             | MD, профессор | —                     | 28 октября 2016  | ОМедН            | СКМ                | акушерство, гинекология и перинатология                                                                      | Медицинский колледж Вейл Корнелл (руководитель кафедры акушерства и гинекологии) |
| Чехановер, Аарон                                                | Израиль                                    | 1 октября 1947   | DSc (медицина), профессор, член НАН Израиля | —                     | 22 декабря 2011  | ОБН              | СФХБ               | физико-химическая биология                                                                                   | Технион (заслуженный профессор факультета биохимии) |
| Чжай Хуцюй (翟虎渠) (на сайте РАН: Зай Ху-Тюй)                  | Китай                                      | 28 августа 1950  | | 2003                  | 27 июня 2014     | ОСХН             | СРЗБР              | генетика и селекция                                                                                          | |
| Чжан Байчунь                                                    | Китай                                      | 17 мая 1965      | к.филос.н., профессор | —                     | 2 июня 2022      | ООН              | СФПСПП             | философия | Пекинский педагогический университет (директор Центра по изучению русской культуры) |
| Чжан Си-Чен                                                     | Соединённые Штаты Америки                  | 27 августа 1956  | PhD (физика), профессор | —                     | 2 июня 2022      | ОНИТ             | СНТ                | нанодиагностика                                                                                              | Рочестерский университет (профессор физики Института оптики) |
| Чжу Дэвэй (朱德蔚) (на сайте РАН: Джу Дей-Вей)                  | Китай                                      | 20 ноября 1938   | | 1999                  | 27 июня 2014     | ОСХН             | СРЗБР              | растениеводство                                                                                              | |
| Чой Вон Чол (최원철; Чхве Вончхоль)                             | Республика Корея                           | 1964             | | 2000                  | 27 июня 2014     | ОМедН            | СКМ                | онкология | |
| Чэн Гэндун (на сайте РАН: Ченг Генгдонг)                        | Китай                                      | 22 сентября 1941 | PhD, профессор | —                     | 22 декабря 2011  | ОЭММПУ           | СМех               | механика | Даляньский технологический университет (профессор инженерной механики, президент университета в 1995—2006) |
| Шадлинский, Вагиф Билас оглы                                    | Азербайджан                                | 24 января 1940   | к.м.н., профессор | 2004                  | 27 июня 2014     | ОМедН            | СМБН               | анатомия человека                                                                                            | Азербайджанский медицинский университет (профессор медицинского факультета, заведующий кафедрой анатомии человека, проректор по учебной работе)                                                                                     |
| Шаллер, Карл                                                    | Швейцария                                  | 28 января 1964   | MD, профессор | —                     | 2 июня 2022      | ОМедН            | СКМ                | нейрохирургия                                                                                                | Университетская клиника Женевы (заведующий отделением нейрохирургии), Женевский университет (профессор медицинского факультета) |
| Шандс, Генри Ли                                                 | Соединённые Штаты Америки                  | 30 августа 1935  | | 24 мая 1993           | 27 июня 2014     | ОСХН             | СРЗБР              | генетика и селекция                                                                                          | |
| Шантеро, Жак                                                    | Франция                                    | 19 мая 1947      | | 27 мая 2003           | 27 июня 2014     | ОСХН             | СРЗБР              | генетика и селекция                                                                                          | |
| Шао Цзяньда (邵建达)                                            | Китай                                      | декабрь 1964     | PhD, профессор | —                     | 30 мая 2025      | ОФН              | СОФА               | лазерная физика                                                                                              | Шанхайский институт оптики и точной механики КАН |
| Шарецкий, Семён Георгиевич                                      | Беларусь                                   | 23 сентября 1936 | д. э. н., профессор | 23 мая 1991           | 27 июня 2014     | ОСХН             | СЭЗОСРС [уточнить] | экономика, организация производства                                                                          | |
| Шевченко, Анатолий Михайлович                                   | Украина                                    | 14 января 1939   | д.с.-х.н., профессор, академик НААН Украины | 26 мая 1988           | 27 июня 2014     | ОСХН             | СРЗБР              | селекция и семено-водство зерновых и бобовых культур                                                         | Луганский национальный университет им. Тараса Шевченко (заведующий кафедрой садово-паркового хозяйства и экологии) |
| Шедл, Пол                                                       | Соединённые Штаты Америки                  | 7 ноября 1947    | | —                     | 28 октября 2016  | ОБН              | СОБ                | молекулярная и клеточная биология                                                                            | |
| Шейко, Иван Павлович                                            | Беларусь                                   | 10 февраля 1948  | д.с.-х.н., профессор, академик Академии аграрных наук и Национальной академии наук Беларуси                                                                      | 24 мая 1999           | 27 июня 2014     | ОСХН             | СЗВ                | животноводство                                                                                               | Институт животноводства НАН Беларуси (директор, 1996—2006) |
| Шембор, Хенрик                                                  | Польша                                     | 5 декабря 1941   | хаб. д-р наук (сельскохозяйственные науки) | 23 мая 1988           | 27 июня 2014     | ОСХН             | СРЗБР              | растениеводство                                                                                              | Институт селекции и акклиматизации растений |
| Шен Зэксян                                                      | Сингапур                                   | 23 мая 1959      | PhD, профессор | —                     | 2 июня 2022      | ОХНМ             | СХН                | химическая физика                                                                                            | Наньянский технологический университет |
| Шенгёр, Али Мехмет Джелаль                                      | Турция                                     | 24 декабря 1955  | PhD, профессор, член Академии наук Турции | —                     | 25 мая 2006      | ОНЗ              | СГГГГН             | региональная геология, тектоника                                                                             | Стамбульский технический университет (профессор геологии) |
| Шехтман, Дан                                                    | Израиль                                    | 24 января 1941   | член НАН Израиля | —                     | 28 октября 2016  | ОХНМ             | СНМ                | физическая химия                                                                                             | |
| Шлессингер, Джозеф                                              | Израиль · Соединённые Штаты Америки        | 26 марта 1945    | PhD, профессор, член Национальной академии наук и Института медицины США                                                                                         | —                     | 25 мая 2006      | ОБН              | СФХБ               | физико-химическая биология, биохимия, молекулярная фармакология                                              | Йельский университет (директор Института биологии рака и заведующий кафедрой фармакологии медицинского факультета) |
| Шмаудер, Ханс-Петер                                             | Германия                                   | 19 мая 1940      | DSc, профессор | 24 мая 2003           | 27 июня 2014     | ОСХН             | СРЗБР              | биотехнология и микробиология                                                                                | |
| Шрёдер, Герхард                                                 | Германия                                   | 7 апреля 1944    | | —                     | 29 мая 2008      | ОГПМО            | СМО                | международные отношения                                                                                      | Nord Stream AG (председатель совета акционеров), бывший федеральный канцлер Германии (1998—2005) |
| Шугарт, Герман Генри                                            | Соединённые Штаты Америки                  | 19 января 1944   | PhD, профессор | —                     | 1999             | ОБН              | СОБ                | экология, лесоведение, орнитология                                                                           | Виргинский университет (профессор кафедры наук об окружающей среде) |
| Шульман, Сэм                                                    | Канада                                     | 29 февраля 1952  | MD, PhD, профессор | —                     | 2 июня 2022      | ОМедН            | СМБН               | гемостазиология                                                                                              | Макмастерский университет (профессор медицины), Сеченовский университет (профессор) |
| Шусторович, Евгений Меерович                                    | Соединённые Штаты Америки                  | 1 марта 1934     | д.х.н., профессор | —                     | 22 декабря 2011  | ОХНМ             | СХН                | физическая химия                                                                                             | Eastman Kodak (директор по развитию) |
| Шэнь Куньлин (申昆玲) (на сайте РАН: Шен Кунлинг)               | Китай                                      | август 1958      | | —                     | 15 ноября 2019   | ОМедН            | СКМ                | педиатрия | |
| Эббессон, Свен Олоф                                             | Соединённые Штаты Америки                  |                  | PhD, профессор | апрель 1993           | 27 июня 2014     | ОМедН            | СМБН               | нейробиология                                                                                                | Аляскинский университет в Фэрбенксе (эмерит-профессор) |
| Эгрэ, Питер                                                     | Соединённые Штаты Америки                  | 30 января 1949   | PhD, профессор, член Национальной академии наук США и Американской академии искусств и наук                                                                      | —                     | 22 декабря 2011  | ОФФМ             | СФ                 | физиология                                                                                                   | Университет Джонса Хопкинса (профессор школы общественного здравоохранения Блумберга |
| Элалами, Исмаил                                                 | Марокко                                    |                  | MD, PhD, профессор | —                     | 30 мая 2025      | ОМедН            |                    | гематология – клиническая гемостазиология                                                                    | Больница Тенон, Сеченовский университет |
| эль-Бельтаги, Адель                                             | Египет                                     | 26 февраля 1944  | PhD, профессор, член Египетской академии наук | 24 мая 1999           | 27 июня 2014     | ОСХН             | СРЗБР              | растениеводство                                                                                              | Международный центр сельскохозяйственных исследований сухих земель (ген. директор), Университет Айн-Шамс (профессор с.-х. наук кафедры изучения аридных земель), ныне министр сельского хозяйства и мелиорации Египта               |
| Эмар, Морис                                                     | Франция                                    | 20 декабря 1936  | | —                     | 1999             | ОИФН             | СИ                 | история | Фонд наук о человеке (президент, 1992—2005) |
| Эрве, Жан-Жак                                                   | Франция                                    | 23 октября 1949  | член Французской академии аграрных наук | 24 мая 2003           | 27 июня 2014     | ОСХН             | СЭЗОСРС            | экономика и земельные отношения                                                                              | Советник по сельскому хозяйству Посольства Франции в России |
| Эртль, Герхард                                                  | Германия                                   | 10 октября 1936  | PhD, профессор | —                     | 22 декабря 2011  | ОХНМ             | СХН                | физическая химия                                                                                             | Берлинский университет имени Гумбольдта (профессор кафедры химии факультета математики и естественных наук) |
| Эсаки, Лео                                                      | Япония                                     | 12 марта 1925    | PhD, профессор, член Японской академии наук | —                     | 31 марта 1994    | ОФН              | СОФА               | полупроводниковая электроника, физика полупроводников                                                        | Цукубский университет (президент, 1992—1998) |
| Эстрин, Юрий Захарович                                          | Австралия                                  | 12 апреля 1946   | | —                     | 15 ноября 2019   | ОХНМ             | СНМ                | науки о материалах                                                                                           | |
| Ю Шули                                                          | Китай                                      | апрель 1975      | PhD, профессор, член Китайской академии наук | —                     | 30 мая 2025      | ОХНМ             | СХН                | химия | Шанхайский институт органической химии КАН |
| Ян (Янг) Чжэньнин (Чэн Нинг)                                    | Соединённые Штаты Америки                  | 1 октября 1922   | PhD, профессор, член Национальной академии наук США | —                     | 31 марта 1994    | ОФН              | СЯФ                | теория квантовых полей, физика элементарных частиц                                                           | Университет штата Нью-Йорк в Стоуни-Брук (профессор теоретической физики) |
| Яковиелло, Франческо                                            | Италия                                     | 23 февраля 1966  | PhD, профессор | —                     | 30 мая 2025      | ОЭММПУ           | СМех               | механика | Университет Кассино и Южного Лацио (профессор металлургии) |
| Яковчик, Николай Степанович                                     | Беларусь                                   | 3 мая 1952       | д.с.-х.н., д.э.н., профессор | —                     | 30 мая 2025      | ОСХН             | СЭЗОСРС            | экономика сельского хозяйства                                                                                | Белорусский государственный аграрный технический университет |
| Ян Баофэн                                                       | Китай                                      | 27 ноября 1957   | PhD, профессор, член Китайской инженерной академии | —                     | 30 мая 2025      | ОМедН            |                    | фармакология                                                                                                 | Российско-китайская ассоциация медицинских университетов (сопредседатель) |
| Ян Юнхун (杨永弘) (на сайте РАН: Янг Йонгхонг)                  | Китай                                      | 1944             | MD, профессор | 2005                  | 27 июня 2014     | ОМедН            | СПМ                | медицинская микробиология                                                                                    | Пекинский институт педиатрии (зам. директора), Китайское общество педиатрической пульмонологии (президент) |
| Янхунен, Юха                                                    | Финляндия                                  | 12 февраля 1952  | PhD, профессор | —                     | 30 мая 2025      | ОИФН             | СЯЛ                | филология | Хельсинкский университет |
| Янь Сюэтун                                                      | Китай                                      | 7 декабря 1952   | | —                     | 15 ноября 2019   | ОГПМО            | СМО                | международные отношения                                                                                      | Университет Цинхуа |
| Яо Шин-Тун                                                      | Соединённые Штаты Америки                  | 4 апреля 1949    | PhD, профессор, член Национальной академии наук США | —                     | 22 мая 2003      | ОМН              | СМат               | математика                                                                                                   | Гарвардский университет (профессор математического факультета) |
| Ятусевич, Антон Иванович                                        | Беларусь                                   | 2 января 1947    | д. вет. н., профессор | 21 февраля 2012       | 27 июня 2014     | ОСХН             | СЗВ                | ветеринарная медицина                                                                                        | Витебская государственная академия ветеринарной медицины (ректор, заведующий кафедрой паразитологии и инвазионных болезней) |